# Lista odcinków serialu CSI: Kryminalne zagadki Nowego Jorku
Lista odcinków serialu Kryminalne zagadki Nowego Jorku; powstało łącznie 9 sezonów, a w ich ramach 197 odcinków serialu. Był on nadawany przez stację CBS od 14 maja 2004 do 22 lutego 2013 roku. W Polsce był nadawany przez AXN od 5 marca 2005 do 25 kwietnia 2013 roku oraz na kanale Polsat.
| Sezon | Sezon | Odcinki | Oryginalna emisja | Oryginalna emisja | Oryginalna emisja | Oryginalna emisja   | Oryginalna emisja |
| Sezon | Sezon | Odcinki | Premiera sezonu   | Finał sezonu      | Premiera sezonu   | Finał sezonu        |                   |
| ----- | ----- | ------- | ----------------- | ----------------- | ----------------- | ------------------- | ----------------- |
|       | Pilot | 1       | 17 maja 2004      | 17 maja 2004      | ?                 | ?                   |                   |
|       | 1     | 23      | 22 września 2004  | 18 maja 2005      | 5 marca 2005      | 6 sierpnia 2005     |                   |
|       | 2     | 24      | 28 września 2005  | 17 maja 2006      | 2 marca 2006      | 10 sierpnia 2006    |                   |
|       | 3     | 24      | 20 września 2006  | 16 maja 2007      | 8 marca 2007      | 16 sierpnia 2007    |                   |
|       | 4     | 21      | 26 września 2007  | 14 maja 2008      | 6 marca 2008      | 9 października 2008 |                   |
|       | 5     | 25      | 24 września 2008  | 20 maja 2009      | 6 marca 2009      | 14 sierpnia 2009    |                   |
|       | 6     | 23      | 23 września 2009  | 19 maja 2010      | 4 marca 2010      | 5 sierpnia 2010     |                   |
|       | 7     | 22      | 24 września 2010  | 13 maja 2011      | 3 marca 2011      | 28 lipca 2011       |                   |
|       | 8     | 18      | 23 września 2011  | 11 maja 2012      | 8 marca 2012      | 28 czerwca 2012     |                   |
|       | 9     | 17      | 28 września 2012  | 22 lutego 2013    | 1 listopada 2012  | 25 kwietnia 2013    |                   |

## Pilot (2004)
Odcinek pilotażowy jest odcinkiem z serialu CSI: Kryminalne zagadki Miami

* Numer odcinka CSI: Kryminalne zagadki Miami
| 0 | Miami – Nowy Jork bez przesiadki | MIA/NYC NonStop | Danny Cannon | Anthony E. Zuiker, Ann Donahue, Carol Mendelsohn | 17 maja 2004 | ? |
| Po powrocie z imprezy młoda dziewczyna odnajduje ciała swoich rodziców. Dowody wskazują, że morderca przebywa w Nowym Jorku. Horatio Caine jedzie tam i poznaje szefów tamtejszego laboratorium Maca Taylora i Stellę Bonaserę oraz ich zespół. Tu trafił się podobny przypadek. Mężczyzna i kobieta nie żyją, a ich syn ledwo uchodzi z życiem. Sprawa staje się coraz bardziej zagadkowa, gdy chłopak za namową swojego adwokata odmawia zeznań. Detektywi podejrzewają, że może on mieć związek ze sprawą. |                                  |                 |              |                                                  |              |   |

## Sezon 1 (2004–2005)
Odcinki sezonu 1 były emitowane w innej kolejności niż numery w serii.
| 1 | Mrugnięcie                          | Blink                        | Deran Sarafian   | Anthony E. Zuiker                 | 22 września 2004     | 5 marca 2005     |
| Zespół kryminologów odnajduje trzy młode kobiety brutalnie zabite. Jedna z nich pozostaje przy życiu, a jedyny sposób, w jaki się komunikuje, jest mruganie oczami. Zdjęcia znalezione na jednym z miejsc zbrodni prowadzą do pewnej pary, która sponsorowała pobyt w USA jednej z dziewczyn oraz do jej chłopaka. |                                     |                              |                  |                                   |                      |                  |
| 2 | Twory nocy                          | Creatures of the Night       | Tim Hunter       | Pam Veasey                        | 29 września 2004     | 12 marca 2005    |
| Ćpun Jordy Thompkins został zastrzelony w ciemnej alejce, lecz pocisk z ciała denata gdzieś zniknął. Taylor i Hawkes odkrywają, że mógł go zjeść szczur, który doprowadza ich do napadu, która miał miejsce wcześniej. Tymczasem Stella i Flack próbują schwytać gwałciciela Robin Prescott. Napad miał miejsce w Central Parku, a jedyne, co kryminolodzy mają, to liść peonii oraz nic nie pamiętającą ofiarę. |                                     |                              |                  |                                   |                      |                  |
| 3 | Amerykańscy marzyciele              | American Dreamers            | Rob Bailey       | Eli Talbert                       | 6 października 2004  | 19 marca 2005    |
| Głupi żart dla turystów przeradza się w makabryczne znalezisko, które prowadzi do rozwiązania sprawy sprzed kilkunastu lat. Okazuje się, że znaleziony szkielet i znajdujące się przy nim prawdopodobne rzeczy osobiste ofiary należą do innej osoby. Detektywi docierają do ośrodka dla bezdomnych, w którym jeden z pracowników ukrywa pewien sekret. |                                     |                              |                  |                                   |                      |                  |
| 4 | Wielki mistrz                       | Grand Master                 | Kevin Bray       | Zachary Reiter                    | 27 października 2004 | 26 marca 2005    |
| Podczas konkursu DJ-ów ginie zwycięzca. Został zadźgany dziwnym narzędziem. Wkrótce jednak okazuje się, że miejsce zbrodni tak naprawdę było nieco oddalone w kierunku, którego mało kto się spodziewał. Stella i Danny prowadzą sprawę dotyczą tajemniczej, nieomalże samobójczej śmierci lub wypadku pewnej projektantki mody – Deborah Gayle. Sekcja zwłok wykazuje, że denatkę otruto tetrodotoksyną – trucizną pochodzącą z egzotycznej ryby. |                                     |                              |                  |                                   |                      |                  |
| 5 | Jeden człowiek na milę              | A Man A Mile                 | Dawid Grossman   | Andrew Lipsitz                    | 3 listopada 2004     | 2 kwietnia 2005  |
| Stella i Aiden prowadzą śledztwo zabójstwo młodej, bogatej dziewczyny. Mac i Danny próbują ustalić czy śmierć górnika w tunelu drążonego wodociągu była wypadkiem, czy morderstwem. |                                     |                              |                  |                                   |                      |                  |
| 6 | Człowiek z zewnątrz                 | Outside Man                  | Rob Bailey       | Timothy J. Lea                    | 10 listopada 2004    | 9 kwietnia 2005  |
| Terrell Davenport i Octavia Figueroa to jedyne osoby, które przeżyły brutalne morderstwo w małej kawiarence. Danny i Aiden prowadzą trudne dochodzenie, z mnóstwem śladów, tropów i dowodów. Mac i Stella szukają mężczyzny, którego amputowana noga została odnaleziona na śmietniku. Co więcej, kończyna nie nadawała się do tego zabiegu. |                                     |                              |                  |                                   |                      |                  |
| 7 | Deszcz                              | Rain                         | Dawid Grossman   | Pam Veasey                        | 17 listopada 2004    | 16 kwietnia 2005 |
| Podczas napadu na bank w Chinatown ma miejsce tajemniczy pożar. Giną dwie osoby. Cały zespół prowadzi dochodzenie i wpada na trop nie tylko napadu, ale także morderstwa, oszustwa i porwania. |                                     |                              |                  |                                   |                      |                  |
| 8 | Trzy pokolenia wystarczą            | Three Generations Are Enough | Alex Zakrzewski  | Andrew Lipsitz                    | 24 listopada 2004    | 23 kwietnia 2005 |
| Danny i Mac próbują odnaleźć właściciela aktówki pozostawionej na parkiecie giełdy. Należy ona do Luke’a Suttona, który zniknął bez śladu, pozostawiając po sobie bardzo tajemnicze wskazówki. Stella i Flack badają akt samobójczej śmierci Triny Rolston. Wkrótce okaże się, że było to morderstwo, a obie sprawy zamienią się w jedną. |                                     |                              |                  |                                   |                      |                  |
| 9 | Posterunkowy Blue                   | Officer Blue                 | Deran Sarafian   | Anthony E. Zuiker                 | 1 grudnia 2004       | 30 kwietnia 2005 |
| Konny policjant Valasquez ginie podczas służby w Central Parku. Mac, szukając pocisku, odnajduje go w karku konia. Jego usunięcie oznacza śmierć zwierzęcia, czemu przeciwne jest biuro prokuratora. W tym samym czasie Aiden prowadzi sprawę zabójstwa młodego mężczyzny, Lenny’ego Starksa, którego czaszka została zmiażdżona. Trop prowadzi do małej pizzerii, gdzie regularnie prowadzi się nielegalne zakłady bukmacherskie. |                                     |                              |                  |                                   |                      |                  |
| 10 | Dobranoc, mamo                      | Night, Mother                | Deran Sarafian   | Janet Tamaro                      | 15 grudnia 2004      | 7 maja 2005      |
| Uliczny koszykarz jest świadkiem popełnianego morderstwa przez ubraną jedynie w pidżamę kobietę. Mac wkrótce zdaje sobie sprawę, że kobieta jest lunatykiem i chyba raczej próbowała ofiarę ocalić niż ją zabić. Danny i Aiden prowadzą sprawę dotyczącą brutalnej śmierci kieszonkowca. Pieniądze, które miał przy sobie doprowadzają śledczych do kolejnych dwóch złodziejaszków, którzy mogli mieć z tym coś wspólnego, lecz bardzo trudno ustalić jaki mogli mieć motyw. |                                     |                              |                  |                                   |                      |                  |
| 11 | Trzy sprawy                         | Tri-Borough                  | Greg Yaitanes    | Eli Talbert, Andrew Lipsitz       | 5 stycznia 2005      | 14 maja 2005     |
| Mac i Stella próbują ustalić, kto chciał upodobnić umyślne porażenie prądem do wypadku, Danny wyjaśnia sprawę morderstwa właściciela galerii, a Aiden śmierci budowlańca. |                                     |                              |                  |                                   |                      |                  |
| 12 | Recykling                           | Recycling                    | Alex Zakrzewski  | Timothy J. Lea, Zachary Reiter    | 12 stycznia 2005     | 21 maja 2005     |
| Mac, Aiden i Flack próbują wyjaśnić śmierć Elaine Curtis, którą znaleziono podczas wystawy psów z wbitym w klatkę piersiową drutem do szycia. Stella i Danny chwytają sprawę wypadku rowerzysty-kuriera. |                                     |                              |                  |                                   |                      |                  |
| 13 | Tanglewood                          | Tanglewood                   | Karen Gaviola    | Anthony E. Zuiker                 | 26 stycznia 2005     | 28 maja 2005     |
| Mac i Stella prowadzą dochodzenie dotyczące śmierci Paula Montenassiego, za którym najprawdopodobniej stoi gang Tanglewood. W tym samym czasie Danny i Aiden szukają sprawcy wypadku samochodowego, w którym zginęła kobieta. Z racji natłoku zdarzeń, Aiden zostaje przydzielona do jeszcze jednej sprawy – zabójstwa sklepikarza. Wkrótce jej sprawa okazuje się być również powiązana z gangiem. |                                     |                              |                  |                                   |                      |                  |
| 14 | Krew, pot i łzy                     | Blood, Sweat & Tears         | Scott Lautanen   | Eli Talbert, Erica Shelton        | 9 lutego 2005        | 4 czerwca 2005   |
| Ciało młodego akrobaty zostaje odnalezione w skrzyni nad brzegiem Oceanu. Mac i Stella prowadzą dochodzenie, które doprowadza ich do trupy cyrkowców. W tym czasie Danny i Flack próbują ustalić kto jest mordercą pewnej kobiety, która zamieszkiwała mieszkanie nienależące do niej. |                                     |                              |                  |                                   |                      |                  |
| 15 | Dopóki śmierć nas nie rozłączy      | Til Death Do We Part         | Nelson McCormick | Pam Veasey                        | 16 lutego 2005       | 11 czerwca 2005  |
| Mac i Danny prowadzą dochodzenie w sprawie śmierci Hannah Bloom, która zmarła podczas swojego ślubu. Stella, Flack i Aiden próbują ustalić kto przyczynił się do śmierci Ricka Amadoriego, który aby uwolnić się z kajdanek przypiętych do ściany odgryzł własną rękę. |                                     |                              |                  |                                   |                      |                  |
| 16 | Cisza                               | Hush                         | Deran Sarafian   | Anthony E. Zuiker, Timothy J. Lea | 23 lutego 2005       | 18 czerwca 2005  |
| Mac i Stella prowadzą dochodzenie w sprawie odnalezionych zwłok Paddy’ego Dolana. Ciało zostało zmiażdżone przez kontener, a ekipa pracowników doków wcale nie ułatwia śledztwa, który wskazuje, że nie był to wypadek, lecz zabójstwo z zimną krwią. Aiden i Danny próbują ustalić przyczyny tajemniczej śmierci kobiety, którą nagą znaleziono pod drzewem, w które wjechał samochód. Początkowo wydaje się, że została potrącona, lecz kluczem do wyjaśnienia zagadki jest dziwny przedmiot przymocowany do przedniego zderzaka samochodu. |                                     |                              |                  |                                   |                      |                  |
| 17 | Upadek                              | The Fall                     | Norberto Barba   | Anne McGrail, Bill Haynes         | 2 marca 2005         | 25 czerwca 2005  |
| Podczas napadu na sklep zostaje zastrzelony sklepikarz. Sprawcami są członkowie młodocianego gangu. Śledczy badają miejsce zbrodni, lecz wkrótce okazuje się, że ktoś manipulował dowodami w sprawie. Danny i Aiden sprawdzają kto stoi za śmiercią wpływowego producenta filmowego, który wypadł z okna swojego mieszkania. |                                     |                              |                  |                                   |                      |                  |
| 18 | Komisja Dove’a                      | The Dove Comission           | Emilio Estevez   | Anthony E. Zuiker, Zachary Reiter | 23 marca 2005        | 2 lipca 2005     |
| Podczas bankietu na 65. piętrze wieżowca od snajperskiego strzału ginie jeden z autorów słynnego raportu Dove’a oraz przypadkowa kobieta. Wydarzenia mają miejsce na dzień przed publikacją dokumentu. Mac i Stella próbują ustalić kto jest zabójcą, lecz szybko dochodzą do wniosków, że raczej nie szukają snajpera. W tym czasie Danny i Aiden pracują nad drugą sprawą – brutalnego morderstwa taksówkarza. |                                     |                              |                  |                                   |                      |                  |
| 19 | Przestępstwo i wykroczenie          | Crime & Misdemeanor          | Rob Bailey       | Eli Talbert, Andrew Lipsitz       | 13 kwietnia 2005     | 9 lipca 2005     |
| W pralni, z jednego z hotelowych worków wypada ciało młodej kobiety. Po znalezionych śladach Mac i Stella wpadają na trop czterech dyplomatów z ONZ, którzy mogą coś w tej sprawie wiedzieć. W tym czasie Danny i Aiden próbują ustalić kto przyczynił się do śmierci bezdomnego przebranego za człowieka udającego żywą statuę. Sprawa okazuje się zwykłym wykroczeniem, lecz Danny, wbrew zaleceniom Maca, postanawia ustalić osobę, która przyłożyła do tego swoją rękę. |                                     |                              |                  |                                   |                      |                  |
| 20 | Podaż i popyt                       | Supply & Demand              | Joe Chappelle    | Erica Shelton, Anne McGrail       | 27 kwietnia 2005     | 16 lipca 2005    |
| Brutalne pobicie i morderstwo studenta doprowadza śledczych do wniosków, że były to porachunki dilerów narkotyków. Dalsze badania wskazują, że w sprawie chodzi o czystą heroinę, tak więc albo student nie miał z tym żadnego związku, albo był importerem. Sprawa nabiera innego obrotu, gdy zamieszana we wszystko zaczyna być koleżanka ofiary, która zniknęła. |                                     |                              |                  |                                   |                      |                  |
| 21 | Na służbie                          | On the Job                   | David Von Ancken | Timothy J. Lea                    | 4 maja 2005          | 23 lipca 2005    |
| Podczas oględzin miejsca zbrodni Danny zostaje zaatakowany przez podejrzanego i rusza za nim w pogoń. Na stacji metra rozpoczyna się strzelanina, w której ginie tajny oficer policji. Wszystkie dowody świadczą, że to Danny go zastrzelił, co wiąże się z rozpoczęciem wewnętrznego śledztwa przeciwko jego osobie. W tym czasie Stella próbuje ustalić kto jest zabójcą niani, której ciało znaleziono w toalecie, w Central Parku. |                                     |                              |                  |                                   |                      |                  |
| 22 | Miotacz                             | The Closer                   | Emilio Estevez   | Pam Veasey                        | 11 maja 2005         | 30 lipca 2005    |
| Śledczy próbują odnaleźć zabójcę zamordowanego fana bostońskiej drużyny, który został znaleziony martwy na stadionowym parkingu. Kwestia jego śmierci jest dosyć zagadkowa i nie są to porachunki rozżalonych kibiców. W tym czasie Stella i Mac badają ofiarę wypadku – dziewczyna została potrącona przez ciężarówkę. Pomimo że był to zwykły wypadek, wszystko wskazuje na to, że została ona niejako sprowokowana do ucieczki w samej bieliźnie oraz posiada na ciele wyraźne ślady walki. Całość robi się bardziej zagadkowa, gdy śmierć fana z tą kobietą zdają się łączyć. Podczas śledztwa Mac otrzymuje tajemniczy telefon od Quinna Sullivana, przeciwko któremu zeznawał niedawno w sądzie. Mężczyzna nadal ustaje przy swojej niewinności, a Mac postanawia ponownie przyjrzeć się dowodom. |                                     |                              |                  |                                   |                      |                  |
| 23 | To, co widzisz jest tym, co widzisz | What You See is What You See | Duane Clark      | Andrew Lipsitz                    | 18 maja 2005         | 6 sierpnia 2005  |
| Mac jest świadkiem strzelaniny w kawiarni, do której przychodzi jeść śniadanie. Ginie mężczyzna i ranna zostaje kelnerka. Sprawa wydaje się prosta, lecz z czasem okazuje się, że zamieszane są w to także inne służby stojące wyżej niż policja. |                                     |                              |                  |                                   |                      |                  |

## Sezon 2 (2005–2006)
| 1 (24) | Summer in the city              | Lato w mieście                       | David Von Ancken    | Pam Veasey                                       | 28 września 2005     | 2 marca 2006     |
| Stella i Danny badają okoliczności śmierci projektanta biżuterii, który został odnaleziony martwy w staniku swojego autorstwa wartym 8 milionów dolarów. Aiden w tym czasie powraca do sprawy gwałtu sprzed półtora roku. Gwałciciel powrócił, lecz nadal, mimo tego, że wiadomo kto jest sprawcą, nie można mu niczego udowodnić. Hawkes, przeniesiony do pracy w terenie, pomaga Macowi ustalić powody śmierci mężczyzny, który spadł wspinając się na wieżowiec. |                                 |                                      |                     |                                                  |                      |                  |
| 2 (25) | Grand Murder at Central Station | Wielkie morderstwo na stacji Central | Scott Lautanen      | Zachary Reiter                                   | 5 października 2005  | 9 marca 2006     |
| Na dworcu Grand Central młody mężczyzna zostaje śmiertelnie poparzony substancją żrącą. Sheldon usiłuje go reanimować, ale bez powodzenia. Mac zabezpiecza na miejscu zbrodni kilka interesujących dowodów, ale najwięcej do śledztwa wnoszą dłonie denata. Ofiarą okazuje się wzięty chirurg plastyczny, który jednak ostatnio popełnił kilka błędów w sztuce i trwale zniekształcił twarze paru osób. Ewentualni podejrzani mają alibi. Dopiero Sheldon wpada na właściwy trop, oglądając teledysk Jennifer Lopez.                                                                                 |                                 |                                      |                     |                                                  |                      |                  |
| 3 (26) | Zoo York                        | Nowojorskie zoo                      | Norberto Barba      | Peter M. Lenkov, Timothy J. Lea                  | 12 października 2005 | 16 marca 2006    |
| Mac i Danny badają sprawę tajemniczej śmierci mężczyzny do połowy zjedzonego przez tygrysa w Central Park Zoo. Pomaga im Lindsay Monroe, nowy nabytek w ekipie. Stella i Hawkes rozwiązują w tym czasie zagadkę morderstwa młodej dziewczyny znalezionej na karuzeli. |                                 |                                      |                     |                                                  |                      |                  |
| 4 (27) | Corporate Warriors              | Złączeni wojownicy                   | Rob Bailey          | Andrew Lipsitz                                   | 19 października 2005 | 23 marca 2006    |
| Wyglądający na pijanego mężczyzna wpada na stoiska z jedzeniem podczas pewnej uroczystości. Zostaje pobity przez mężczyzn, którzy myśleli, że ten chce ukraść figurę św. Januarego i umiera. Tymczasem na ławce w Central Parku zostaje znaleziony mężczyzna, któremu odcięto głowę. |                                 |                                      |                     |                                                  |                      |                  |
| 5 (28) | Dancing with the Fishes         | Taniec z rybami                      | John Peters         | Eli Talbert                                      | 26 października 2005 | 30 marca 2006    |
| Młoda kobieta spada z wiaduktu na jadący samochód. Mac i Stella badają okoliczności jej śmierci. Okazuje się, że była tancerką i regularnie grała w Totolotka obstawiając te same liczby. Tymczasem przy śmietniku znalezione zostaje ciało mężczyzny śmierdzącego rybami. |                                 |                                      |                     |                                                  |                      |                  |
| 6 (29) | Young Blood                     | Młoda krew                           | Steven DePaul       | Timothy J. Lea                                   | 2 listopada 2005     | 6 kwietnia 2006  |
| Znaleziono postrzelonego mężczyznę w windzie. Była z nim młoda dziewczyna jednak uciekła z miejsca zabójstwa. W Central Parku utonął mężczyzna. Miał związane ręce i nogi. Hawkes i Stella próbują rozwikłać zagadkę jego śmierci. |                                 |                                      |                     |                                                  |                      |                  |
| 7 (30) | Manhattan Manhunt               | Pogoń na Manhattanie                 | Rob Bailey          | Elizabeth Devine, Anthony E. Zuiker, Ann Donahue | 9 listopada 2005     | 13 kwietnia 2006 |
| Kontynuacja odcinka Felony Flight z serii CSI: Miami. Henry Darius prowadzi swoją zakładniczkę Alexę Endecott do jej apartamentu aby ta otworzyła mu swój sejf. Kiedy okazuje się, że jest pusty, Darius zabija Alexę i znajomych jej siostry bawiących się w salonie. Siostra Alexy wyznaje, że była w kuchni podczas zabójstwa i cudem uniknęła śmierci. |                                 |                                      |                     |                                                  |                      |                  |
| 8 (31) | Bad Beat                        | Złe bicie                            | Duane Clark         | Zachary Reiter                                   | 16 listopada 2005    | 20 kwietnia 2006 |
| Zamordowano mężczyznę. Okazuje się, że grał on w pokera i jeden z graczy oszukiwał, doszło do bójki. Trwa również śledztwo w sprawie śmierci pogodynki. |                                 |                                      |                     |                                                  |                      |                  |
| 9 (32) | City of the Dolls               | Miasto lalek                         | Norberto Barba      | Pam Veasey                                       | 23 listopada 2005    | 27 kwietnia 2006 |
| Nastolatek potyka się o martwe ciało w sklepie pełnym lalek. Wkrótce okazuje się, że mężczyzna był właścicielem szpitala dla lalek, gdzie oprócz sprzedaży i kupna zajmował się ich naprawą. Stella i Hawks zajmują się sprawą morderstwa kelnerki w ekskluzywnym apartamencie. Podczas sekcji wychodzi na jaw, że dziewczyna miała raka. |                                 |                                      |                     |                                                  |                      |                  |
| 10 (33) | Jamalot                         | Śmierć na torze                      | Jonathan Glassner   | Andrew Lipsitz                                   | 30 listopada 2005    | 4 maja 2006      |
| Grupa dochodzeniowa prowadzi śledztwo w sprawie śmierci wrotkarki. Podejrzenie pada zarówno na zawodniczki z innego klubu sportowego, jak i zazdrosne koleżanki z własnej grupy. W tym samym czasie Danny i Sheldon prowadzą dochodzenie w sprawie śmierci zdolnego pisarza, którego zwłoki zostały pokryte tekstem z jego ostatniej powieści. Policjanci podejrzewają, że morderca może cierpieć na rzadkie zaburzenie psychiczne. |                                 |                                      |                     |                                                  |                      |                  |
| 11 (34) | Trapped                         | W pułapce                            | James Whitmore, Jr. | Peter M. Lenkov                                  | 14 grudnia 2005      | 11 maja 2006     |
| Danny i Stella znajdują innowacyjny sposób na przeprowadzenie dochodzenia na miejscu zbrodni. Danny zostaje uwięziony w pomieszczeniu, z którego nie znając kodu nie może się wydostać. Aby go stamtąd uwolnić konieczne będzie przebicie się przez tytanowe drzwi. W tym czasie Mac, Dr Hawkes i Lindsay prowadzą dochodzenie w sprawie śmierci egzotycznej tancerki. |                                 |                                      |                     |                                                  |                      |                  |
| 12 (35) | Wasted                          | Zatracony                            | Jeff Thomas         | Pam Veasey, Bill Haynes                          | 18 stycznia 2006     | 18 maja 2006     |
| Mac, Danny i Dr Hawkes prowadzą śledztwo w sprawie śmierci modelki, która upadła nagle na wybiegu podczas pokazu kostiumów kąpielowych. Policjanci podejrzewają, że przyczyną śmierci może być farba, którą pokryta była modelka. Sprawa staje się jeszcze bardziej skomplikowana, kiedy zostaje odnalezione ciało kolejnej modelki. W tym samym czasie Stella, Lindsay i detektyw Falck przesłuchują śmiertelnie chorego pacjenta, który przyznaje się do zamordowania swojego lekarza. |                                 |                                      |                     |                                                  |                      |                  |
| 13 (36) | Risk                            | Ryzyko                               | Rob Bailey          | John Dove, Anthony E. Zuiker                     | 25 stycznia 2006     | 25 maja 2006     |
| W drodze do domu po ciężkim dniu pracy Danny odnajduje w metrze ciało Randy Williamsa. Mac i Lindsay próbują ustalić przyczyny jego śmierci. Po szczegółowym przebadaniu ciała pojawiają się nowe podejrzenia. Q.T. Jammer, najbardziej znany giełdowiec na Manhattanie wisi z okna swojego biura. Stella i Flack zastanawiają się, co mogło go tak przygnębić, że się powiesił. |                                 |                                      |                     |                                                  |                      |                  |
| 14 (37) | Stuck on You                    | Napalony na Ciebie                   | Jonathan Glassner   | Timothy J. Lea, Eli Talbert                      | 1 lutego 2006        | 1 czerwca 2006   |
| Mac, detektyw Flack i doktor Hawkes prowadzą dochodzenie w sprawie morderstwa, do którego doszło podczas imprezy urządzonej przez wiodącego życie playboya milionera. Stella, która była na obecna na przyjęciu w charakterze gościa, przyłącza się do śledztwa. Policjanci starają się ustalić, czy celem zabójcy był milioner, czy też świeżo poznana przez niego modelka. Lindsay i Danny zajmują się sprawą śmierci Gideona Eppa, promotora muzycznego, który został znaleziony martwy z klejem na twarz przed sklepem Damona Runyona. Gideon zajmował się rozwieszaniem plakatów, kiedy zginął. |                                 |                                      |                     |                                                  |                      |                  |
| 15 (38) | Fare Game                       | Koszt gry                            | Kevin Dowling       | Zachary Reiter, Peter M. Lenkov                  | 1 marca 2006         | 8 czerwca 2006   |
| Mac, Stella i detektyw Flack odkrywają nową, niebezpieczną grę, w której biorą udział przedstawiciele różnych grup społecznych Nowego Jorku. Tymczasem Dany, Sheldon i detektyw Maka prowadząc śledztwo morderstwa kobiety, trafiają do grupy dziwnych smakoszy. Ich kuchnia składa się z takich potraw, jak: karaluchy, smażone tarantule i żywe ośmiornice. |                                 |                                      |                     |                                                  |                      |                  |
| 16 (39) | Cool Hunter                     | Zimny Łowca                          | Norberto Barba      | Daniele Nathanson                                | 8 marca 2006         | 15 czerwca 2006  |
| W jednym z budynków zostają odnalezione zwłoki kobiety. Okazuje się, że jest to szósta niewyjaśniona śmierć, do której doszło w tym miejscu w ciągu ostatnich 10 lat. Podejrzenie pada na lekarza, który zarzeka się, że nie miał z ofiarami nic wspólnego. Tymczasem Stella i Hawkes prowadzą dochodzenie w sprawie śmierci młodego chłopaka. Okazuje się, że ma to związek z modą. |                                 |                                      |                     |                                                  |                      |                  |
| 17 (40) | Necrophilia Americana           | Nekrofilia amerykańska               | Steven DePaul       | Andrew Lipsitz                                   | 22 marca 2006        | 22 czerwca 2006  |
| Młody chłopiec jest świadkiem śmierci pracownika muzeum, decyduje się jednak nikomu o tym nie mówić. Zagadkę jej śmierci starają się wyjaśnić Stella, Mac i Lindsay. Danny i Flack zajmują się śmiercią Jima Morrisa, który został znaleziony martwy na budowie, a pracuje jako broker. |                                 |                                      |                     |                                                  |                      |                  |
| 18 (41) | Live or Let Die                 | Żyj lub pozwól umrzeć                | Rob Bailey          | Pam Veasey, Gary Sinise, Michael Daly            | 29 marca 2006        | 29 czerwca 2006  |
| Dwóch mężczyzn przebranych za lekarzy porywa w nocy helikopter z dachu Hope Memorial Hospital. Kiedy helikopter zostaje odnaleziony okazuje się, że znikła z niego medyczna lodówka z ludzką wątrobą wewnątrz. Mac i Hawkes znajdują na podnośniku nożycowym zwłoki stażysty z helikoptera, Ryana Elliota. Lindsay i Stella prowadzą śledztwo w sprawie śmierci Lillian Stanwick, która została znaleziona martwa w tunelu z szyją przebitą szprychą od koła. |                                 |                                      |                     |                                                  |                      |                  |
| 19 (42) | Super Men                       | Supermen                             | Steven DePaul       | Peter M. Lenkov, Pam Veasey                      | 12 kwietnia 2006     | 6 lipca 2009     |
| Przebrany w kostium supermana pacjent szpitala psychiatrycznego zostaje znaleziony martwy. Mac i Stella starają się prześledzić wszystkie jego kroki sprzed śmierci, aby znaleźć ślady i poszlaki, które mogłyby umożliwić im schwytanie mordercy. Tymczasem Danny i Lindsay odnajdują w luksusowym hotelu zwłoki kolejnego supermana – tym razem jest nim popularny sportowiec Tyrell Mann. |                                 |                                      |                     |                                                  |                      |                  |
| 20 (43) | Run Silent, Run Deep            | Cicho i głęboko                      | Rob Bailey          | Anthony E. Zuiker                                | 19 kwietnia 2006     | 13 lipca 2006    |
| Mac otrzymuje drogą telefoniczną wiadomość od anonimowego informatora, który twierdzi, że na terenie stadionu zostały zakopane zwłoki. Odnalezione na miejscu dowody wskazują na jednego z policjantów CSI. Detektywi starają się rozwikłać sprawę i udowodnić, że ich człowiek jest niewinny. Tymczasem Stella i Danny rozpoczynają dochodzenie w sprawie bankiera, który został zamordowany w luksusowym hotelowym apartamencie. |                                 |                                      |                     |                                                  |                      |                  |
| 21 (44) | All Access                      | Wolny dostęp                         | Norberto Barba      | Timothy J. Lea, Anthony E. Zuiker                | 26 kwietnia 2006     | 20 lipca 2006    |
| Grupa policjantów z CSI prowadzi dochodzenie w sprawie morderstwa kierowcy limuzyny na koncercie Kid Rocka. Kierowca został znaleziony martwy w swoim samochodzie przez jedną z wielbicielek Kida. Podczas śledztwa policjanci odkrywają, że tego samego dnia stracił pracę poprzedni kierowca Kida – Blake Mathers. W tym samym czasie Mac znajduje nieprzytomną Stellę w jej mieszkaniu. Obok niej leży jej chłopak, który okazuje się być martwy. |                                 |                                      |                     |                                                  |                      |                  |
| 22 (45) | Stealing Home                   | Dom Złodziejstwa                     | Oz Scott            | Zachary Reiter                                   | 3 maja 2006          | 27 lipca 2006    |
| Danny i Lindsey prowadzą dochodzenie w sprawie śmierci przebranej za syrenkę młodej kobiety, której zwłoki leżały wśród wodorostów. Okazuje się, że kobieta została zabita zanim wrzucono ją do wody. W tym czasie Mac i Stella prowadzą śledztwo w sprawie morderstwa mężczyzny, który przed śmiercią żył w oficjalnym trójkącie z dwiema kobietami. |                                 |                                      |                     |                                                  |                      |                  |
| 23 (46) | Heroes                          | Bohaterowie                          | Anthony Hemingway   | Eli Talbert                                      | 10 maja 2006         | 3 sierpnia 2006  |
| W Central Parku zostaje znalezione ciało młodego żołnierza Marines. Detektywi prowadzą też śledztwo w sprawie śmierci młodej dziewczyny, która spłonęła w samochodzie. W toku dochodzenia okazuje się, że jest to Aiden. Śledczy wiedzą, że sprawcą jest DJ Pratt – gwałciciel, którego chciała złapać Aiden. Muszą to jeszcze udowodnić. |                                 |                                      |                     |                                                  |                      |                  |
| 24 (47) | Charge Of This Post             | Koszt przesyłki                      | Rob Bailey          | Timothy J. Lea                                   | 17 maja 2006         | 10 sierpnia 2006 |
| Pracownik ochrony pewnego biurowca zmarł od rany kłutej Na miejscu zbrodni Mac i Flack znajdują podejrzaną paczkę. W środku jest bomba. Chwilę później dochodzi do potężnej eksplozji. Danny i Sheldon wraz z ekipą ratunkową przeczesują gruzowisko, pozostali śledczy prowadzą akcję na zewnątrz. Nie ma pewności, że zagrożenie minęło. Udaje się ustalić źródło, z którego pochodził ładunek wybuchowy. Do detonacji posłużył telefon komórkowy, którym dzwoniono z agencji rządowej. Powstaje też profil zamachowca.                                                                            |                                 |                                      |                     |                                                  |                      |                  |

## Sezon 3 (2006–2007)
Premiera 3 sezonu serialu w Polsce miała miejsce w dniu 8 marca 2007 roku na kanale AXN.
| 1 (48) | People with money              | Ludzie z kasą               | Rob Bailey        | Pam Veasey, Peter M. Lenkov                      | 20 września 2006     | 8 marca 2007     |
| Na moście brooklyńskim znaleziono ciało młodego mężczyzny, który w wyjątkowo efektowny sposób złożył komuś propozycję małżeństwa. Jego narzeczona pochodzi z jednej z najbogatszych rodzin w mieście, ale ostatnio wyraźnie oddalili się od siebie. Zabójca zostawił na miejscu zbrodni breloczek ze Statuą Wolności, na którym odkryto odciski palców kobiety, która kilka godzin wcześniej popełniła samobójstwo, skacząc z tego samego miejsca. Danny, Hawkes i detektyw Angell zajmują się sprawą śmierci Vanessy May, atrakcyjnej młodej dziewczyny, która została znaleziona martwa w swoim mieszkaniu. Ofiara jest tylko w bieliźnie; na ciele ma ślady pobicia, a na obie ręce założone poduszki. |                                |                             |                   |                                                  |                      |                  |
| 2 (49) | Not What It Looks Like         | To nie to na co wygląda     | Duane Clark       | Pam Veasey, Peter M. Lenkov                      | 27 września 2006     | 15 marca 2007    |
| Trzy dziwnie ubrane dziewczyny okradają jubilera, a potem znikają bez śladu. Przypadkowo ginie człowiek. Dowody zabezpieczone na miejscu zbrodni wprowadzają interesujący wątek. Okazuje się, że kobiety wiedziały o tunelu nieznanym dyrekcji sklepu. Detektywi trafiają na ślad złodziejek. Niestety, do jednej docierają za późno znajdują ją martwą. Tymczasem w innym miejscu Nowego Jorku, w domu przeznaczonym do rozbiórki odkryto zmumifikowane zwłoki młodej kobiety. Trop prowadzi do ratusza. |                                |                             |                   |                                                  |                      |                  |
| 3 (50) | Love Run Cold                  | Miłość oziębła              | Tim Iacofano      | Timothy J. Lea                                   | 4 października 2006  | 22 marca 2007    |
| Podczas imprezy promującej nowy gatunek wódki ginie modelka nosząca przydomek „Królowa Lodu”. Tymczasem na trasie nowojorskiego maratonu w Central Parku jeden z biegaczy umiera, pchnięty na krawężnik. Okazuje się, że przyczyną jego śmierci było zatrucie. Śledczych zastanawia, skąd na jego twarzy rana po odmrożeniu w najgorętszym dniu roku. |                                |                             |                   |                                                  |                      |                  |
| 4 (51) | Hung Out to Dry                | Powiesić do wyschnięcia     | Anthony Hemingway | Zachary Reiter                                   | 11 października 2006 | 29 marca 2007    |
| Podczas studenckiej imprezy para niedoszłych kochanków odkrywa pozbawione głowy ciało koleżanki. Ewentualni świadkowie tej zbrodni są zbyt pijani, by cokolwiek pamiętać. Wkrótce podobnie okaleczone zwłoki policja znajduje w pobliskim parku tym razem zginął młody mężczyzna. Mac słusznie domyśla się, że kluczem do rozwiązania zagadki może być rozszyfrowanie mrocznych znaków, pozostawionych bezpośrednio na zwłokach obu ofiar oraz jako nadruk na T-shirtach, w które morderca ubrał ofiary przed śmiercią. Śledczy docierają do wytwórcy koszulek. |                                |                             |                   |                                                  |                      |                  |
| 5 (52) | Oedipus Hex                    | Edyp                        | Scott Lautanen    | Anthony E. Zuiker, Ken Solarz                    | 18 października 2006 | 5 kwietnia 2007  |
| Nastoletnia fanka muzyki punkrockowej została zamordowana w zaułku Queens, w pobliżu klubu, w którym wraz z przyjaciółkami spędzała ostatnio większość czasu po ucieczce z domu. Uwagę śledczych przykuwa zrobiony na jej piersi tatuaż z wyznaniem miłości. Tymczasem na miejskim boisku do koszykówki w pojedynku dla pieniędzy zmierzyli się wschodząca gwiazda NBA i gracz z ulicy, który pokonał zawodowca. Mac i Stella krok po kroku starają się rozwiązać zagadkę jego śmierci kilka godzin później. |                                |                             |                   |                                                  |                      |                  |
| 6 (53) | Open and Shut                  | Otwarte i zamknięte         | Joe Ann Fogle     | Wendy Battles                                    | 25 października 2006 | 12 kwietnia 2007 |
| Ekipa CSI zjawia się w hotelu, gdzie dokonano zabójstwa jednej z pracownic. Nagle padają strzały w pobliskim apartamentowcu. Pewna kobieta strzela w swoim mieszkaniu do napastnika, który chwilę wcześniej zabił młotkiem jej męża. W toku śledztwa wychodzą na jaw zaskakujące fakty. |                                |                             |                   |                                                  |                      |                  |
| 7 (54) | Murder sings the Blues         | Morderca śpiewa bluesa      | Oz Scott          | Sam Humphrey                                     | 1 listopada 2006     | 19 kwietnia 2007 |
| W pociągu w niewyjaśnionych okolicznościach ginie dziewczyna. Nie ma żadnych śladów narzędzia zbrodni, mimo to całe jej ciało pokrywa krew. Okazuje się, że kilka godzin wcześniej w tym samym pociągu odbyła się nietypowa impreza. Druga sprawa dotyczy śmierci ekstrawaganckiego młodego mężczyzny, którego martwego w basenie znalazła jego nowa pracownica. |                                |                             |                   |                                                  |                      |                  |
| 8 (55) | Consequences                   | Konsekwencje                | Rob Bailey        | Pam Veasey                                       | 8 listopada 2006     | 26 kwietnia 2007 |
| Śledztwo dotyczy śmierci zawodowego gracza paintballa, który zginął w hangarze. Wkrótce okazuje się, że mógł on być niewygodnym świadkiem w przemycie czarnej heroiny. Tymczasem Stella ma dziwne przeczucie, że ktoś ją obserwuje. |                                |                             |                   |                                                  |                      |                  |
| 9 (56) | And here is to you, Mrs Azrael | Tu pan jest, Panie Azrael   | David Von Ancken  | Peter M. Lenkov                                  | 15 listopada 2006    | 3 maja 2007      |
| Mac i jego ekipa prowadzi dochodzenie w sprawie zabójstwa w szpitalu. Ofiarą jest młoda dziewczyna, która została przywieziona w bardzo ciężkim stanie z licznymi poparzeniami i paraliżem dolnych części ciała. Ślady wskazują na uduszenie jednak niełatwo będzie odkryć komu zależało na śmierci poszkodowanej. |                                |                             |                   |                                                  |                      |                  |
| 10 (57) | Sweet 16                       | Słodka szesnastka           | David Jackson     | Ken Solarz                                       | 22 listopada 2006    | 10 maja 2007     |
| CSI prowadzi dochodzenie w sprawie śmierci spadochroniarza. Znajdują jeszcze jedną ofiarę. Zajmują się też sprawą zabójstwa mężczyzny na przyjęciu urodzinowym jego córki. |                                |                             |                   |                                                  |                      |                  |
| 11 (58) | Raising Shane                  | Wschodząca szarość          | Christine Moore   | Zachary Reiter, Pam Veasey                       | 29 listopada 2006    | 17 maja 2007     |
| Tuż przed zamknięciem, do baru wpada zamaskowany mężczyzna z bronią. Żąda pieniędzy, a potem strzela do kelnerki. Jedynym świadkiem jest ochroniarz który zeznaje, że napastnik to Afroamerykanin w zielonej bluzie z kapturem i dresowych spodniach. Chwilę później 6 przecznic dalej patrol aresztuje dr. Howkesa. Dowody jednoznacznie wskazują na Sheldona – proch na rękawie bluzy i pieniądze w kieszeni. Jednak przyjaciele z CSI wierzą w jego niewinność i próbują jej dowieść. Tymczasem Stella i Danny prowadzą śledztwo w sprawie śmierci czarnoskórego mężczyzny znalezionego w jednej z kabin lokalu ze striptizem „Zerkający Tom”. |                                |                             |                   |                                                  |                      |                  |
| 12 (59) | Silent Night                   | Cicha noc                   | Rob Bailey        | Sam Humphrey, Peter M. Lenkov, Anthony E. Zuiker | 13 grudnia 2006      | 24 maja 2007     |
| W nocy we własnym domu zostaje zastrzelona 19-letnia Allison Mitchum. W domu była z nią matka, Gina Mitchum i niemowlę o imieniu Elizabeth. Gina nic nie słyszała, ponieważ – jak cała rodzina – jest głucha. Danny i Stella zajmują się przypadkiem 16-letniej Mackenzie Wade, która przyjechała do miasta na zawody łyżwiarskie i została znaleziona martwa obok lodowiska, jednak ślady wskazują, że zginęła na lodzie. |                                |                             |                   |                                                  |                      |                  |
| 13 (60) | Obsession                      | Obsesja                     | Jeffrey Hunt      | Jeremy Littman                                   | 17 stycznia 2007     | 31 maja 2007     |
| Kilku chłopców grających w baseball – w mieszkaniu, do którego wpadła im przez okno piłka – zauważają na podłodze martwego mężczyznę. Biegną na policję by zgłosić, że przez przypadek mogli kogoś zabić. Mac i Stella zbierają dowody w pokoju. Jest tam taśma i sznur, jednak na dłoniach i nogach mężczyzny nie ma śladów wiązania. W parku zostaje znaleziony Bruce Abbott ubrany w same bokserki, mimo zimy. Dojechał tu w wózku sklepowym i ma rozbitą głowę. Ofiara brała udział w dziwacznym wyścigu o nazwie Idiotrun. Sid ustala, że Bruce został zabity prawą stopą przez kobietę. |                                |                             |                   |                                                  |                      |                  |
| 14 (61) | The Lying Game                 | Gra kłamstw                 | Anthony Hemingway | Wendy Battles                                    | 24 stycznia 2007     | 7 czerwca 2007   |
| W męskiej ubikacji w hotelu zostają znalezione zwłoki kobiety, która okazuje się transseksualistą. Okazuje się, że ofiara to Quentin Conrad. Tego samego wieczoru ofiara krzyczała i wyzywała kongresmena Gartha, który 8 lat wcześniej był podejrzany o gwałt siostry Quentina. W piaskarce w soli zostają znalezione zwłoki Roberta Gallagher, prezesa „Sweet Extreme Inc.”. W soli obok zwłok Danny znalazł piłeczkę golfową z napisem „Za jednym uderzeniem 6/14/06”. Tego dnia na kursie golfowym panna Haines zaliczyła dołek za jednym uderzeniem. Lindsay wyjeżdża na jakiś czas do Montany. Kilka miesięcy temu miała telefon z biura prokuratora, że zatrzymano podejrzanego o zabicie 4 dziewczynek (koleżanek Lindsay) 10 lat temu. Lindsay jako jedyna przeżyła tę masakrę i jest jedynym świadkiem. |                                |                             |                   |                                                  |                      |                  |
| 15 (62) | Some Buried Bones              | Kilka zagrzebanych kości    | Rob Bailey        | Noah Nelson                                      | 7 lutego 2007        | 14 czerwca 2007  |
| W tajemniczym labiryncie śledczy znajdują ciało chłopaka. Trop prowadzi do tajnej organizacji o nazwie „Królowie i Cienie”, działającej na jego uczelni. Mac przy pomocy Reeda stara się rozwiązać zagadkę jego śmierci. Tymczasem Stella i Danny ścigają nieuchwytną złodziejkę, która może być morderczynią ochroniarza jednego ze sklepów z odzieżą. |                                |                             |                   |                                                  |                      |                  |
| 16 (63) | Heart of Glass                 | Serce ze szkła              | David Jackson     | Bill Haynes, Pam Veasey                          | 14 lutego 2007       | 21 czerwca 2007  |
| W mieszkaniu w wannie zostaje znaleziona martwa kobieta. Wygląda to tak jakby się poślizgnęła i uderzyła głową o wannę. Nie ma jej dokumentów tylko karta kredytowa na nazwisko Diane Langston. Stella, Mac i Flack zajmują się śmiercią Emery Gable, 25 lat, który był producentem muzycznym. On i jego siostra Kennedy zostali zaatakowani przez nieznaną kobietę. W czasie zbierania szkła z miejsca zbrodni, Stella rani się jednym z zakrwawionych kawałków. Okazuje się, że ofiara była zarażona wirusem HIV. |                                |                             |                   |                                                  |                      |                  |
| 17 (64) | The Ride In                    | Wjazd                       | Steven DePaul     | Peter M. Lenkov                                  | 21 lutego 2007       | 28 czerwca 2007  |
| Danny, Mac i Flack zajmują się sprawą Noaha Hublera. Mężczyzna został zastrzelony w swoim domu. Całe ściany są pokryte cytatami z Biblii, Koranu, Nostrodamusa i innych. Za domem stoi olbrzymia arka. Stella i Hawkes zajmują się sprawą śmierci mężczyzny przebranego w gigantyczny kostium papierosa. |                                |                             |                   |                                                  |                      |                  |
| 18 (65) | Sleight Out of Hand            | Hokus-pokus                 | Rob Bailey        | John Dove, Zachary Reiter                        | 28 lutego 2007       | 5 lipca 2007     |
| Nowojorski iluzjonista, Luke Blade, pragnie powtórzyć sławne wyczyny Houdiniego. Podczas pierwszego pokazu na oczach widzów pozwolił się przepiłować. W tym samym czasie ktoś w pobliżu, naśladując jego sztuczkę, brutalnie morduje młodą kobietę. Na miejscu zbrodni śledczy zabezpieczają odcisk palca mężczyzny, który był już karany za nękanie ofiary. Drugi wyczyn Blade’a okazuje się równie makabryczną igraszką ze śmiercią. W czasie występu ginie w płomieniach asystent iluzjonisty. W międzyczasie Lindsay zeznaje na procesie w Montanie. |                                |                             |                   |                                                  |                      |                  |
| 19 (66) | A Daze of Wine and Roaches     | Otępienie wina i karalucha  | Oz Scott          | Timothy J. Lea, Daniele Nathanson                | 21 marca 2007        | 12 lipca 2007    |
| Podczas balu charytatywnego na terytorium ONZ wydanego przez nastoletnią spadkobierczynię fortuny dochodzi do morderstwa młodej kobiety. Pozwoliła zaprowadzić się na gilotynę, ale nie to ją zabiło. Gdy Mac, Stella i Sheldon prowadzą śledztwo w sprawie, Danny i Lindsay próbują rozwiązać zagadkę zamordowania mistrza kuchni, który zginął w otoczeniu butelek najdroższych win. |                                |                             |                   |                                                  |                      |                  |
| 20 (67) | What Schemes May Come          | Jakie schematy mogą nadejść | Christine Moore   | Bruce Zimmerman                                  | 11 kwietnia 2007     | 19 lipca 2007    |
| Śledczy zostają wezwani do miejskiego parku, gdzie znaleziono zwłoki mężczyzny w zbroi. Niebawem w luksusowym apartamencie odkryto ciało mężczyzny. Znaleziono również ciało kobiety, której DNA zabezpieczono przy dwóch poprzednich przypadkach. Tymczasem tego samego dnia ktoś napadł na patologa i ukradł ciało mężczyzny, który został znaleziony martwy na ulicy. Denat wkrótce potem ożył. |                                |                             |                   |                                                  |                      |                  |
| 21 (68) | Past Imperfect                 | Kiedyś niedoskonały         | Oz Scott          | Wendy Battles                                    | 25 kwietnia 2007     | 26 lipca 2007    |
| Pod mostem odkryto zwłoki młodej kobiety z charakterystycznymi śladami, które dowodzą, że bardzo cierpiała, zanim zginęła. Jedno okaleczenie uświadamia policjantom, że kobieta padła ofiarą seryjnego mordercy, Claya Dobsona, który niedawno został zwolniony z więzienia. Tymczasem na policję zgłasza się młody mężczyzna, który twierdzi, że został otruty. Badania potwierdzają, że w jego organizmie znajduje się śmiertelna dawka rycyny. |                                |                             |                   |                                                  |                      |                  |
| 22 (69) | Cold Reveal                    | Zimna odsłona               | Marshall Adams    | Pam Veasey, Sam Humphrey                         | 2 maja 2007          | 2 sierpnia 2007  |
| Do kościoła przez otwór w dachu wpadł młody mężczyzna, ubrany na biało i z wielkimi skrzydłami. Okazuje się jednak, że to nie upadek na kościelną posadzkę był przyczyną śmierci. Tymczasem skuty kajdankami seryjny morderca zginął, spadając z dachu wieżowca. Mac jest podejrzewany o zabójstwo aresztanta. Wydział wewnętrzny policji zamierza jego kosztem urządzić pokazowy proces. U Stelli zjawia się detektyw z wydziału zabójstw z Filadelfii informując ją, że jej DNA odkryto na resztkach ubrania kobiety, która przed 10 laty padła ofiarą zbrodni. |                                |                             |                   |                                                  |                      |                  |
| 23 (70) | ...Comes Around                | ...Przychodzi               | Rob Bailey        | Daniele Nathanson, Pam Veasey                    | 9 maja 2007          | 9 sierpnia 2007  |
| Młody mężczyzna, który następnego dnia miał się ożenić, zostaje znaleziony martwy w pobliżu miejsca, gdzie jego narzeczona świętowała wieczór panieński. Z ułożenia zwłok wynika, że sprawcą był ktoś porywczy i o mocnych rękach. Okazuje się, że podczas wieczoru panieńskiego w klubie widziano tenisistę McEnroe’a, flirtującego z niedoszłą panną młodą. Tymczasem okazuje się, że seryjny morderca, Clay Dobson, sam skoczył z dachu wieżowca, Podczas przesłuchania wszystko wydaje się świadczyć przeciw Taylorowi. |                                |                             |                   |                                                  |                      |                  |
| 24 (71) | Snow Day                       | Burzliwy dzień              | Duane Clark       | Pam Veasey, Peter M. Lenkov                      | 16 maja 2007         | 16 sierpnia 2007 |
| Podczas akcji NYPD w magazynie zostaje przejęte 900 kg kokainy. Zostają one przetransportowane do laboratorium. Wkrótce w budynku zostaje wywołany alarm, wskutek czego wszyscy (z wyjątkiem Maca, Stelli i Sheldona) zostają ewakuowani. Wkrótce okazuje się, że alarm był fałszywy, a firma wezwana do zatrzymania wycieku gazu w CSI to gangsterzy, którym policja odebrała narkotyki. Tymczasem Danny (który spędził poprzednią noc z Lindsay i wziął jej zmianę) i Adam pojechali do magazynu. Zostali zakładnikami gangsterów, którzy za wszelką cenę chcą odzyskać narkotyki. |                                |                             |                   |                                                  |                      |                  |

## Sezon 4 (2007–2008)
| 1 (72) | Can You Hear Me Now?      | Czy teraz mnie słyszysz?      | David Von Ancken  | Zachary Reiter, Pam Veasey         | 26 września 2007     | 6 marca 2008         |
| Popełniono zabójstwo na Statui Wolności. Zabójca chce coś detektywom przekazać, a ofiar jest coraz więcej. |                           |                               |                   |                                    |                      |                      |
| 2 (73) | The Deep                  | Głębia                        | Oz Scott          | Wendy Battles                      | 3 października 2007  | 13 marca 2008        |
| Podczas regat New York/ New Jersey zostaje przypadkowo znalezione ciało nurka. Okazuje się, że był nauczycielem pływania, a jego partner też zaginął. Trop prowadzi do fałszywego skarbu i.. dwóch uczniów, chodzących do szkółki, w której pracowali zabici. |                           |                               |                   |                                    |                      |                      |
| 3 (74) | You Only Die Once         | Umiera się tylko raz          | Jonathan Glassner | Sam Humphrey                       | 10 października 2007 | 20 marca 2008        |
| Na ekskluzywnych obywateli napada „Gang przyjaciół agenta 007”. Wkrótce zostaje znalezione ciało jednego z gangu. |                           |                               |                   |                                    |                      |                      |
| 4 (75) | Time’s Up                 | Koniec czasu                  | Rob Bailey        | Trey Callaway                      | 17 października 2007 | 27 marca 2008        |
| Przez ulice Nowego Yorku biegnie mężczyzna bez ubrania. Ma tylko dziwny hełm na głowie. Wpada na posterunek i krzyczy, że zabił Kevina Murraya w Akademiku Chelsea o 9.45. Mężczyzna szepcze coś Macowi i umiera. Flack znajduje Kevina w akademiku. Chłopak ma się dobrze i nie zna martwego mężczyzny. Stella i Danny zajmują się śmiercią młodej dziewczyny w lokalu, która przed śmiercią miała jakby orgazm i głośno przy tym krzyczała, po czym tak zastygła i zmarła. |                           |                               |                   |                                    |                      |                      |
| 5 (76) | Down The Rabbit Hole      | Do króliczej nory             | Christine Moore   | Sam Humphrey, Peter M. Lenkov      | 24 października 2007 | 3 kwietnia 2008      |
| Zostaje znalezione ciało Cheryl Miller przebranej za avatara Venus z „Second Life’u”. Mac wkracza w świat avatarów by odnaleźć zabójcę. Są kolejne ofiary. |                           |                               |                   |                                    |                      |                      |
| 6 (77) | Boo                       | Bu!                           | Joe Dante         | Peter M. Lenkov, Daniele Nathanson | 31 października 2007 | 10 kwietnia 2008     |
| Pierwsza sprawa ma miejsce w pewnym starym domu w Amityville. Zamordowano małżeństwo oraz ich synów a ich córka zaginęła. Dochodzenie odkrywa mroczne tajemnice domu. Druga zagadka obejmuje mężczyznę przebranego za zombie, który ginie na ulicy. Okazuje się, że wydostał się z trumny a jego „śmierć” była skutkiem przyjęcia trucizny. Znaleziona w jego trumnie lalka doprowadza Maca i Stellę do tajemniczej Josephine de la Croix, na której powiekach Taylor zauważa prześladującą go namalowaną liczbę 333. |                           |                               |                   |                                    |                      |                      |
| 7 (78) | Commuted Sentences        | Złagodzone wyroki             | Oz Scott          | John Dove                          | 7 listopada 2007     | 17 kwietnia 2008     |
| Ciało Mitchella Bentleya III zostaje znalezione przed mieszkaniem kobiety, która oskarżyła go niedawno o gwałt. Tymczasem Lindsay, Danny i Hawkes prowadzą śledztwo w sprawie zabójstwa kobiety znalezionej na schodach muzeum. |                           |                               |                   |                                    |                      |                      |
| 8 (79) | Buzzkil                   | Huczne zabójstwol             | Jeffrey Hunt      | Jill Abbinanti                     | 14 listopada 2007    | 24 kwietnia 2008     |
| Zabita zostaje pewna modelka pracująca na „żywym billboardzie”. Śledztwo dowodzi, że to nie ona była celem, zginęła przypadkiem. Nasi bohaterowie prowadzą również dochodzenie w sprawie zabójstwa mężczyzny oraz postrzelenia kobiety podczas napadu na bar, w którym pracowali. |                           |                               |                   |                                    |                      |                      |
| 9 (80) | One Wedding and a Funeral | Jedno wesele i pogrzeb        | Rob Bailey        | Barbie Kligman                     | 21 listopada 2007    | 1 maja 2008          |
| W Central Parku odbywa się luksusowe przyjęcie weselne, ale nagle dochodzi do rodzinnej sprzeczki. Po niej panna młoda znajduje swojego wybranka Bertta Dohhna martwego. Na miejsce zbrodni przybywa ekipa CSI, która dochodzi do wniosku, że Brett zginął wcześniej, a jego ciało zostało przeniesione do parku. Tymczasem Stella dostaje paczkę, w której znajdują się kawałki układanki. Na niektórych z nich są ślady krwi. Mac jest przekonany, że ta sprawa jest ściśle powiązana z jego prześladowcą, który ma obsesję na punkcie liczby 333. |                           |                               |                   |                                    |                      |                      |
| 10 (81) | The Thing About Heroes    | Coś o bohaterach              | Anthony Hemingway | Pam Veasey                         | 28 listopada 2007    | 8 maja 2008          |
| Stella, Danny i Lindsay pracują nad sprawą morderstwa, którego dokonano w metrze. Nagle pociąg rusza z miejsca. Danny’emu udaje się go zatrzymać. Stella oznajmia, że zarówno morderstwo, jak i przejażdżka zostały zaaranżowane przez „rozmówcę nr 333”, który prześladuje Maca od miesięcy. Mac przebywa w Chicago, gdzie przeszukuje Tribune Building i próbuje dowiedzieć się, dlaczego prześladowca nr 333 skierował go właśnie tam. Na miejscu znajduje częściowo zmumifikowane zwłoki zwisające z sufitu w opuszczonym biurze. |                           |                               |                   |                                    |                      |                      |
| 11 (82) | Child’s Play              | Dziecięca zabawa              | Jeffrey Hunt      | Trey Callaway, Pam Veasey          | 12 grudnia 2007      | 15 maja 2008         |
| Trwa dochodzenie w sprawie mężczyzny, któremu wybuchło w ustach cygaro. Danny udaje się na poświęcenie roweru ze swoim małym sąsiadem, Rubbenem. Podczas powrotu dochodzi do strzelaniny w sklepie. Jedną z ofiar jest Rubben. |                           |                               |                   |                                    |                      |                      |
| 12 (83) | Happily Never After       | I żyli niedługo i szczęśliwie | Marshall Adams    | Daniele Nathanson, Noah Nelson     | 9 stycznia 2008      | 22 maja 2008         |
| Znaleziono ciało Fiony Chisolm, właścicielki hotelu, która była znienawidzona przez wszystkich swoich pracowników. Zagadkę jej śmierci próbują rozwiązać Stella i Lindsay z pomocą Sida. Udaje im się ustalić, że serce Fiony zamarzło, prawdopodobnie za sprawą ciekłego azotu. Pozostaje pytanie, kto ją zabił, a ludzi życzących jej śmierci jest całe mnóstwo. Znaleziono także zwłoki młodej dziewczyny, która podczas hamowania spadła z dachu autobusu. Na klatce piersiowej miała napisane „Wendy”. Jej śmierć wiąże się prawdopodobnie z serią włamań do przedszkoli. Danny, Mac i det. Angell znajdują w jednym z nich ukrytą książkę: Piotruś Pan. Czy wyjaśnienie śmierci Wendy znajduje się właśnie w niej? |                           |                               |                   |                                    |                      |                      |
| 13 (84) | All in the Family         | Wszystko zostaje w rodzinie   | Rob Bailey        | Wendy Battles                      | 23 stycznia 2008     | 29 maja 2008         |
| Młoda kobieta, Emily Miller, została zastrzelona podczas kupowania kwiatów. W jej ciele, wraz z kulą, tkwi czyjś ząb. Mac szybko znajduje na dachu jednego z budynków broń, z której ją zastrzelono. Lindsay ustala, że broń jest wadliwa i mogła się sama odpalić, przy zrzuceniu z wysokości. Parę przecznic od miejsca śmierci Emily policjanci znajdują w mieszkaniu zwłoki sędziego. Został on brutalnie pobity. Co więcej, nie ma jednego zęba, a na twarzy ma ślady po broni, z której zastrzelono dziewczynę. Oskarżenie pada na córkę sędziego, Madison, która miała żal do ojca o to, że po rozwodzie rodziców nie pozwolił mieszkać jej z matką. Danny nie przychodzi do pracy. Lindsay go kryje. Prosi Dona, by sprawdził, co się z nim dzieje. Okazuje się, że Riki, matka Rubena, ukradła Danny’emu broń, by wymierzyć sprawiedliwość mężczyźnie, przez którego zginął jej syn. Danny próbuje ją powstrzymać.   |                           |                               |                   |                                    |                      |                      |
| 14 (85) | Playing With Matches      | Zabawa z zapałkami            | Christine Moore   | Bill Haynes                        | 6 lutego 2008        | 30 sierpnia 2008     |
| Straż pożarna jest w drodze do pożaru budynku na 49., gdy w przednią szybę samochodu uderza płonący człowiek. Jest ubrany w błyszczący skafander. W pierwszej automatycznej toalecie w Nowym Jorku zostaje znalezione ciało młodej kobiety. Ma na rękach dość głębokie rany obronne. Pod jednym paznokciem ofiary zostaje znaleziona odrobina krwi. Krew należy do Setha Riggina, który odsiaduje dożywocie w Five Points. Chce on wykorzystać fakt, że zbrodnię popełniła osoba z takim samym DNA jak on i zamierza to przedstawić w sądzie apelacyjnym. |                           |                               |                   |                                    |                      |                      |
| 15 (86) | DOA For A Day             | Poszukiwana żywa lub martwa   | Christine Moore   | Peter M. Lenkov, John Dove         | 2 kwietnia 2008      | 4 września 2008      |
| W mieście rozbrzmiewają policyjne komunikaty w sprawie morderczyni, która zabiła sędziego Daniela McHenry’ego i kongresmena Philipa Devane’a. Ktoś informuje policję, że podejrzana X ukrywa się w pustostanie na obrzeżach miasta. Detektywi postanawiają ją zatrzymać. Gdy przybywają na miejsce, znajdują ciało młodej kobiety o charakterystycznym typie urody. Mac potwierdza, że to podejrzana X. Podczas sekcji wychodzi na jaw, że nie tylko była ona torturowana, ale też odurzana narkotykami, a jej twarz została poddana operacji plastycznej. |                           |                               |                   |                                    |                      |                      |
| 16 (87) | Right Next Door           | Po sąsiedzku                  | Rob Bailey        | Pam Veasey                         | 9 kwietnia 2008      | 11 września 2008     |
| W bloku u Stelli wybucha pożar. CSI znajduje spalone zwłoki w mieszkaniu Seana – sąsiada Stelli. Okazuje się, że to nie on, lecz jego sprzątaczka. Sean staje się głównym podejrzanym. Autopsja wykazuje, że ofiara była jego sprzątaczką i nie żyła już w trakcie pożaru. Umarła w wyniku wypadku samochodowego i miała pękniętą śledzionę. W trakcie śledztwa wychodzi też na jaw, że sąsiadka Stelli porwała dwójkę dzieci, które mieszkają z nią od 3 lat, a pożar spowodował chłopiec przez nią porwany, aby wreszcie wrócić do domu. |                           |                               |                   |                                    |                      |                      |
| 17 (88) | Like Water for Murder     | Jak woda na morderstwo        | Anthony Hemingway | Sam Humphrey                       | 16 kwietnia 2008     | 18 września 2008     |
| Na brzegu oceanu śledczy znajdują ciało młodej kobiety. Obok niej leży martwy rekin. Dziewczyna została martwa wrzucona do wody i zaatakowana przez niego, po czym rekin również zginął od trucizny z ciała. Niedługo potem pojawia się kolejna ofiara. Detektywi podejrzewają, że w NY zaczął grasować seryjny morderca. Starają się powiązać sprawę z dawnym morderstwem dokonanym w Jersey. Sprawy te łączy brezent, w które owijane są ofiary, i dziwne nacięcia na karkach. |                           |                               |                   |                                    |                      |                      |
| 18 (89) | Admissions                | Wyznania                      | Rob Bailey        | Zachary Reiter                     | 30 kwietnia 2008     | 25 września 2008     |
| Podczas balu na zakończenie nauki w prywatnej szkole średniej ktoś śmiertelnie pobił szkolnego doradcę. Zarejestrowane skonfiskowanymi telefonami komórkowymi zdjęcia służą do stworzenia trójwymiarowego obrazu miejsca zbrodni. Licealiści nie kryją, że mają swobodny dostęp do alkoholu i narkotyków. Wytwórnia używek zostaje odkryta w szkolnym laboratorium, a pralnia okazuje się wejściem do nielegalnego kasyna. Mac kontynuuje śledztwo w sprawie seryjnego mordercy, który truje ofiary tlenkiem węgla. |                           |                               |                   |                                    |                      |                      |
| 19 (90) | Personal Foul             | Faul osobisty                 | David Von Ancken  | Trey Callaway                      | 7 maja 2008          | 2 października 2008  |
| Danny i Flack są na meczu koszykówki. W trakcie przerwy odbywa się losowanie miejsca widza, który wykona rzut z połowy boiska i jeśli trafi to wygra milion dolarów. Zostaje wylosowane miejsce, na którym siedzi Dugan Scott. Uszczęśliwiony chłopak zbiega na dół, całują go cheerleaderki, a potem wykonuje rzut. Trafia do kosza, a po chwili upada. Pomimo reanimacji, umiera. Danny stwierdza, że Dugan został otruty. Taksówkarz morderca zabija kolejną kobietę. Jej zwłoki zostają znalezione w fontannie przy Brill Park. Jest zawinięta w brezent, nie ma dokumentów i ma znaki na karku. Reed chce umieścić na swoim blogu kolejną informację o Taksówkarzu, jednak Mac nic mu nie chce powiedzieć, więc Reed sam wymyśla profil mordercy. Reed dostaje esemesa, że jeśli chce wiedzieć więcej o Taksiarzu to ma się spotkać z nadawcą esemesa na roku Hudson i Franklin o 22. Zmoknięty Reed wsiada do taksówki. |                           |                               |                   |                                    |                      |                      |
| 20 (91) | Taxi                      | Taxi                          | Christine Moore   | Barbie Kligman, John Dove          | 14 maja 2008         | 9 października 2008  |
| Zabito taksówkarza Jamesa Chameidesa, oficera policji z Jersey. Możliwe, że zginął przez podanie fałszywej informacji przez Reeda Garretta – syna Claire, żony Maca. Według niej James miał być taksówkarzem-mordercą, który od pewnego czasu grasuje w Nowym Jorku. Mac stara się wyciągnąć od Reeda, kto jest jego informatorem, jednak ten odmawia. Mac wraca do laboratorium. Tymczasem prawdziwy morderca porywa Reeda i zabija kolejną osobę. Śledczy muszą znaleźć go, zanim będzie za późno, i złapać prawdziwego zabójcę Chameidesa. Trop prowadzi do opuszczonego browaru. |                           |                               |                   |                                    |                      |                      |
| 21 (92) | Hostage                   | Zakładnik                     | Rob Bailey        | Zachary Reiter, Peter M. Lenkov    | 21 maja 2008         | 16 października 2008 |
| Tajemniczy mężczyzna nazywający siebie „Joe”, napada na bank. Na miejscu znajduje jednak ciało. Postanawia zatrzymać ludzi wewnątrz jako zakładników i żąda śledczego kryminalistyka, który udowodni, że to nie on jest zabójcą. Mac decyduje się wejść do środka. Wewnątrz odkrywa, że „Joe” został zmuszony do napadu, aby zebrać krytyczne dowody. Decyduje się mu pomóc. Aranżuje sytuację, w której rzekomo jako zakładnik opuszcza z napastnikiem placówkę. Kiedy odjeżdżają poza zasięg policji okazuje się, że wszystko, co powiedział „Joe”, jest kłamstwem i prawdopodobnie chce pozbyć się Maca. Obaj odjeżdżają w nieznanym kierunku. |                           |                               |                   |                                    |                      |                      |

## Sezon 5 (2008–2009)
Sezon 5 posiada 25 odcinków ze względu na skróconą serię 4, która w związku ze strajkiem scenarzystów miała ich 21.

Premiera 5 sezonu serialu w Polsce miała miejsce w dniu 6 marca 2009 roku na kanale AXN.
| 1 (93) | Veritas                      | Prawda                                   | David Von Ancken    | Zachary Reiter, Pam Veasey                       | 24 września 2008     | 6 marca 2009     |
| Odcinek rozpoczyna się w momencie zakończenia finału sezon 4. Mac budzi się w tonącym samochodzie, nie mając pojęcia co się stało. Na siedzeniu obok znajdują się zwłoki. Mac nie potrafi sobie przypomnieć, jak do tego doszło. Ofiarą jest najprawdopodobniej partner Joego, który zamordował kolegę, próbując dowiedzieć się, gdzie ukrył pieniądze z napadu. Razem z drużyną Mac próbuje złapać tajemniczego Joe. |                              |                                          |                     |                                                  |                      |                  |
| 2 (94) | Page Turner                  | Książka, od której nie można się oderwać | Frederick E.O. Toye | Trey Callaway                                    | 1 października 2008  | 13 marca 2009    |
| Kobieta umiera podczas koncertu Maroon 5. Podczas sekcji okazuje się, że przyczyną śmierci było napromieniowanie nieznanym pierwiastkiem. Patolog Sid Hammerback trafia do szpitala, a drużyna musi odkryć, czym jest zabójcza substancja, zanim Sid umrze. Trop prowadzi śledczych do tajemniczej książki. |                              |                                          |                     |                                                  |                      |                  |
| 3 (95) | Turbulence                   | Turbulencje                              | Matt Earl Beesley   | Gary Sinise, Jeremy Littman                      | 8 października 2008  | 20 marca 2009    |
| Mac w trakcie wyjazdu do Waszyngtonu odkrywa, że na pokładzie samolotu został zamordowany pasażer. Drużyna musi odkryć, kto jest zabójcą, zanim maszyna wyląduje i wszyscy podejrzani rozejdą się. |                              |                                          |                     |                                                  |                      |                  |
| 4 (96) | Sex, Lies and Silicone       | Seks, kłamstwa i silikon                 | Jonathan Glassner   | Wendy Battles                                    | 22 października 2008 | 27 marca 2009    |
| Kiedy zostaje zamordowana pani konsultant „od naprawiania spraw”, drużyna CSI wkracza w świat korupcji, brudnej polityki i silikonowych lalek. |                              |                                          |                     |                                                  |                      |                  |
| 5 (97) | The Cost Of Living           | Cena życia                               | Rob Bailey          | John Dove                                        | 29 października 2008 | 3 kwietnia 2009  |
| Kiedy zostaje zamordowany archeolog, CSI odkrywa, że na aukcji internetowej można wystawić na sprzedaż wszystko – nawet własne życie. Stella wpada na trop sprawy przemytu monet z Grecji. |                              |                                          |                     |                                                  |                      |                  |
| 6 (98) | Enough                       | Dość                                     | Alex Zakrzewski     | Zachary Reiter                                   | 5 listopada 2008     | 10 kwietnia 2009 |
| Zostają zamordowani trzej podejrzani w sprawie o zabójstwo i CSI musi odkryć, jaki był prawdziwy motyw osób, które ich zabiły. |                              |                                          |                     |                                                  |                      |                  |
| 7 (99) | Dead Insid                   | Martwy w środku                          | Christine Moore     | Pam Veasey, Daniele Nathanson                    | 12 listopada 2008    | 17 kwietnia 2009 |
| Kiedy zostaje zamordowany mężczyzna, CSI dowiaduje się, że motywem zbrodni mogła być internetowa znajomość denata z nieznajomą, Lolą57. |                              |                                          |                     |                                                  |                      |                  |
| 8 (100) | My Name is Mac Taylor        | Nazywam się Mac Taylor                   | Rob Bailey          | Pam Veasey                                       | 19 listopada 2008    | 24 kwietnia 2009 |
| W ciągu tygodnia, zostają znalezione ciała dwóch mężczyzn. Łączy ich nazwisko: Mac Taylor. CSI musi dotrzeć do pozostałych Maców, nim zrobi to zabójca. |                              |                                          |                     |                                                  |                      |                  |
| 9 (101) | The Box                      | Pudełko                                  | Oz Scott            | Peter M. Lenkov, Bill Haynes                     | 26 listopada 2008    | 1 maja 2009      |
| Na wysypisku śmieci w zmiażdżonym samochodzie zostaje odnalezione ciało dziewczyny. Badanie zwłok wykazuje, że była w ciąży, lecz dziecko zostało usunięte przed śmiercią. W międzyczasie, Lindsay wyjawia Danny’emu, że jest z nim w ciąży. |                              |                                          |                     |                                                  |                      |                  |
| 10 (102) | The Triangle                 | Trójkąt                                  | Jeff Thomas         | Trey Callaway                                    | 10 grudnia 2008      | 8 maja 2009      |
| W pobliżu Empire State Building umiera strażnik, który pilnował pieniędzy podczas ich transportu. Nie byłoby w tym nic dziwnego, gdyby nie to, że przyczyną śmierci był wybuch rozrusznika serca, spowodowany... olbrzymią ilością mikrofal. Śledztwo prowadzi detektywów do miejskiej legendy o nowojorskim trójkącie, w którym zachodzą różne dziwne zjawiska. |                              |                                          |                     |                                                  |                      |                  |
| 11 (103) | Forbidden Fruit              | Zakazany owoc                            | John Behring        | Peter M. Lenkov, Jill Abbinanti                  | 17 grudnia 2008      | 15 maja 2009     |
| Zostaje odnalezione ciało kobiety, która wypiła olbrzymią ilość żrącej substancji, nie będąc tego świadoma. |                              |                                          |                     |                                                  |                      |                  |
| 12 (104) | Help                         | Pomocy                                   | David M. Barrett    | Sam Humphrey                                     | 14 stycznia 2009     | 22 maja 2009     |
| Kiedy zostają znalezione dwie zabite dziewczyny, detektywi odkrywają, że obie zostały zgwałcone przez tego samego nieznanego mężczyznę, który kilka lat wcześniej zaatakował byłą dziewczynę dr Sheldona Hawkesa. |                              |                                          |                     |                                                  |                      |                  |
| 13 (105) | Rush to Judgement            | Przedwczesny osąd                        | Rob Bailey          | Wendy Battles                                    | 21 stycznia 2009     | 29 maja 2009     |
| Podczas przesłuchania prowadzonego przez det. Flacka umiera podejrzany. Niestety, obrażenia na ciele denata wskazują, że doszło do nadużycia siły. Mac nie wierzy, że Don mógłby kogoś zabić i nakazuje Sidowi ustalenie prawdziwej przyczyny zgonu. W międzyczasie, trwa śledztwo w sprawie Vince’a Nelsona, którego ciało zostało pocięte na kawałki piłą łańcuchową. |                              |                                          |                     |                                                  |                      |                  |
| 14 (106) | She’s Not There              | Tu jej nie ma                            | Nelson McCormick    | John Dove, Pam Veasey                            | 11 lutego 2009       | 5 czerwca 2009   |
| Kiedy na ulicy Nowego Jorku zostaje znaleziony zabity Rosjanin z tajemniczym listem od córki z prośbą o pomoc, niepozorna sprawa przekształca się w wielką akcję NYPD, kiedy dowody kierują ekipę CSI do zorganizowanej grupy przestępczej handlującej kobietami. |                              |                                          |                     |                                                  |                      |                  |
| 15 (107) | The Party’s Over             | Impreza skończona                        | Oz Scott            | Barbie Kligman                                   | 18 lutego 2009       | 12 czerwca 2009  |
| Na przyjęciu, w trakcie którego magnat prasowy Robert Dunbrook (w tej roli Craig T. Nelson) przekazuje milionową dotację na Muzeum Manhattańskie, zostaje zamordowany zastępca burmistrza. Ze względu na napięcia pomiędzy tymi obiema osobistościami, to Dunbrook jest głównym podejrzanym. Okazuje się jednak – co jest szokiem dla CSI – że to 13-letni syn polityka mógł stać za tą zbrodnią. |                              |                                          |                     |                                                  |                      |                  |
| 16 (108) | No Good deed                 | Niedobry uczynek                         | Matt Earl Beesley   | Rusty Cundieff, Floyd Byars                      | 25 lutego 2009       | 19 czerwca 2009  |
| Podczas rozmowy Maca i Stelli, do jej kawy wpada ludzkie oko wypuszczone przez sępa. CSI muszą jak najszybciej zlokalizować ciało, zanim zostanie ono rozszarpane i zjedzone przez ptactwo. |                              |                                          |                     |                                                  |                      |                  |
| 17 (109) | Green Piece                  | Zielony fragment                         | Jeffrey Hunt        | Zachary Reiter                                   | 11 marca 2009        | 26 czerwca 2009  |
| Podczas gry w ulicznego hokeja Adam jest świadkiem wybuchu bomby w vanie, zaparkowanym naprzeciw jednego z domów. Okazuje się, że za zamachem może stać organizacja ekologiczna, a motywem mógł być nielegalny eksport e-odpadów do wioski Guiyu w Chinach. |                              |                                          |                     |                                                  |                      |                  |
| 18 (110) | Point of No Return           | Gdzie nie ma już odwrotu                 | Rob Bailey          | Peter M. Lenkov, Bill Haynes                     | 18 marca 2009        | 3 lipca 2009     |
| Zostaje odnaleziona młoda kobieta. CSI odkrywają, iż jest to żona byłego patologa, Marty’ego Pino (sezon 2). On sam był zaś zamieszany w sprzedaż narkotyków do produkcji których wykorzystywał swoją wiedzę wyniesioną z laboratorium kryminalnego oraz... ludzkie organy. |                              |                                          |                     |                                                  |                      |                  |
| 19 (111) | Communication Breakdown      | Komunikacja zerwana                      | John Keris          | Trey Callaway                                    | 25 marca 2009        | 10 lipca 2009    |
| W pędzącym pociągu zostaje zabity wódz plemienia Montikanów. Niestety, następuje brak komunikacji pomiędzy śledczymi a świadkami, którzy są obcokrajowcami i nie znają angielskiego. W trakcie sekcji okazuje się jednak, że ofiara nie zginęła od postrzału, lecz umarła na sepsę. Została ona spowodowana przez fiszbin, który poprzebijał mu jelita. Ktoś umyślnie podał mu go w jedzeniu. |                              |                                          |                     |                                                  |                      |                  |
| 20 (112) | Prey                         | Zdobycz                                  | Marshall Adams      | Wendy Battles, Noah Nelson                       | 8 kwietnia 2009      | 17 lipca 2009    |
| Kiedy zostaje zabity nauczyciel śpiewu, ekipa odkrywa związek pomiędzy ofiarą a kobietą, która 6 miesięcy wcześniej popełniła samobójstwo w Providence. Okazuje się, że denat nagabywał kobiety, które pobierały u niego nauki. W końcu jedna nie wytrzymała i wzięła sprawy w swoje ręce. |                              |                                          |                     |                                                  |                      |                  |
| 21 (113) | The Past, Present and Murder | Przeszłość, teraźniejszość i morderstwo  | David Von Ancken    | Sam Humphrey, Danielle Nathanson                 | 15 kwietnia 2009     | 24 lipca 2009    |
| Robert Dunbrook wypycha z 20. piętra przez okno mężczyznę, który zaatakował go w jego biurze. Po wykonaniu telefonu do syna wydawca ze zdziwieniem odkrywa, że ciało zniknęło. Podczas śledztwa ponownie wypływa sprawa pendrive’a Ann Steele (5x04). Mac podejrzewa, że to Dunbrook może stać za jego kradzieżą. |                              |                                          |                     |                                                  |                      |                  |
| 22 (114) | Yahrzeit                     | Yahrzeit                                 | Norberto Barba      | Barbie Kligman, Peter M. Lenkov                  | 29 kwietnia 2009     | 31 lipca 2009    |
| Kiedy w domu aukcyjnym zostaje zabity jeden z pracowników ekipa odkrywa, że był on neonazistą. Dowody w sprawie prowadzą śledczych do żyjących ofiar Holokaustu, żyjących w trakcie wojny w Oświęcimiu i Buchenwaldzie. |                              |                                          |                     |                                                  |                      |                  |
| 23 (115) | Greater Good                 | Wyższa racja                             | Alex Zakrzewski     | Pam Veasey                                       | 6 maja 2009          | 7 sierpnia 2009  |
| Mac informuje byłego skazańca, iż ten spędził w więzieniu 18 miesięcy za czyn, którego nie popełnił. Ten z kolei uważa, że dług został spłacony i nie ma sensu rozgrzebywać sprawy. Taylor próbuje dowiedzieć się, kogo chroni skazaniec. Lindsay zaczyna rodzić, a jedyna osoba, która znajduje się w pobliżu, to Adam. |                              |                                          |                     |                                                  |                      |                  |
| 24 (116) | Grounds for Deception        | Zawieszona za oszustwo                   | Duane Clark         | Melina Kanakaredes                               | 13 maja 2009         | 14 sierpnia 2009 |
| Stella prowadzi dochodzenie w sprawie przemytu greckich monet. Mac dowiaduje się o tym – jest wściekły. Bonasera oddaje mu swoją odznakę i aby rozwikłać zagadkę, wyjeżdża tam, gdzie wszystko się zaczęło – do Grecji. |                              |                                          |                     |                                                  |                      |                  |
| 25 (117) | Pay Up                       | Nadpłata                                 | Rob Bailey          | Anthony E. Zuiker, Carol Mendelsohn, Ann Donahue | 20 maja 2009         | 14 sierpnia 2009 |
| Detektyw Flack spotyka się ze swoim informatorem, gdy przez telefon dowiaduje się o strzelaninie, w której poważnie ranna została jego dziewczyna. Detektyw Jessica Angell towarzyszyła grupie nowojorskich policjantów, przewożących z więzienia do sądu oskarżonego o dwa morderstwa, Connora Dunbrooka – syna potentata medialnego. Gdy eskorta zatrzymała się na chwilę w barze, do środka wpadła ciężarówka. Kilku niezidentyfikowanych mężczyzn ostrzelało funkcjonariuszy policji i uprowadziło aresztanta. Don Flack pierwszy zjawia się na miejscu i osobiście odwozi ukochaną na ostry dyżur. Rozpoczyna się operacja – walka o życie Angel... Przyjaciele chcieliby być przy niej w tej trudnej chwili, ale bardziej przydadzą się, gdy zajmą się śledztwem i wyjaśnią tę sprawę. A nikt nie organizuje takiej akcji bez pozostawienia śladów. Mac Taylor jest przekonany, że to magnat prasowy Robert Dunbrook jest odpowiedzialny za tę masakrę, bo nie chciał dopuścić, by syn zeznawał przeciw niemu. Sheldon odkrywa, że ten z napastników, który postrzelił ich przyjaciółkę, sam też został ranny – ale jego dane zostały utajnione. Odnaleziono również auto, którym sprawcy uciekli – opancerzone drzwi, kuloodporne opony. Ich przeciwnikami są zawodowcy. Amerykańscy komandosi? Dzięki podsłuchowi Stella i Adam ustalają, że Dunbrook jedzie na lotnisko, gdzie umówił się na przekazanie okupu. To zdecydowany zwrot w tym dochodzeniu, ale gdy śledczy dołączają do niego, sprawa przybiera fatalny obrót. Jeśli nawet miliarder upozorował porwanie syna, eksperci z nowojorskiego CSI muszą znaleźć coś, co pozwoli zidentyfikować porywaczy i wskazać ich kryjówkę. Czy jako dowód w sprawie wystarczy włos zainfekowanego nietoperza? I gdy już wydaje się, że Mac i jego drużyna rozwiązali najtrudniejszą zagadkę kryminalną, w finale tego odcinka zaskakuje ich coś tak nieprzewidywalnego, szokującego. |                              |                                          |                     |                                                  |                      |                  |

## Sezon 6 (2009–2010)
Sezon 6 rozpoczął się na antenie CBS 23 września 2009 roku. Najnowszy sezon składa się z 23 odcinków. W serii 6 pojawia się nowa stała postać – Haylen Becall (w tej roli wystąpi Sarah Carter), która zawodowo sprząta miejsca zbrodni i marzy o pracy w laboratorium CSI.

Premiera 6 sezonu serialu w Polsce miała miejsce w dniu 4 marca 2010 roku na kanale AXN.
| 1 (118) | Epilogue                     | Epilog                                            | David Von Ancken    | Pam Veasey                           | 23 września 2009     | 4 marca 2010     |
| Mija miesiąc od strzelaniny w barze. Każdy członek ekipy CSI radzi sobie z tym wydarzeniem inaczej. Mac poświęca ten czas rozpaczliwie próbując dotrzeć do sprawcy. Adam i Stella spotykają się ze sobą na jedną noc, Don Flack zaczyna pić i umawiać się z przypadkowymi dziewczynami. Hawkes pracuje po godzinach i nie sypia od wielu dni, a Danny jeździ na wózku inwalidzkim i okłamuje Lindsay o wynikach od lekarza i możliwości powrotu do zdrowia. Sprawy przybierają nieoczekiwany obrót kiedy do Messera dzwoni nieznajoma dziewczyna, która mówi, że posiada informacje o strzelaninie.          |                              |                                                   |                     |                                      |                      |                  |
| 2 (119) | Blacklist                    | Czarna lista                                      | Duane Clark         | Peter M. Lenkov                      | 30 września 2009     | 11 marca 2010    |
| Mężczyzna umierający na raka postanawia zemścić się na osobach, które doprowadziły go do tego stanu poprzez nieudzielenie mu pomocy. Sprawa staje się osobista dla Maca, kiedy morderca wspomina o jego ojcu. |                              |                                                   |                     |                                      |                      |                  |
| 3 (120) | LAT 40°47′N/LONG 73°58′W     | Dł. geograficzna 73°58′W/Sz. geograficzna 40°47′N | Matt Earl Beesley   | Trey Callaway                        | 7 października 2009  | 18 marca 2010    |
| Ekipa CSI stawia czoła seryjnemu zabójcy, który upozorował samobójstwa dwóch osób. Zostawia jednak śledczym pewne wskazówki – przy zwłokach podrzucone są zepsute kompasy, a miejsca zbrodni znajdują się na północnym i południowym krańcu miasta. |                              |                                                   |                     |                                      |                      |                  |
| 4 (121) | Dead Reckoning               | Śmiertelny Rachunek                               | Scott White         | John Dove                            | 14 października 2009 | 25 marca 2010    |
| Ekipa prowadzi śledztwo w sprawie morderstwa mężczyzny, którego żona dźgnęła nożem kilkanaście razy. DNA z rękojeści wskazuje jednak, że za zbrodnią może stać ktoś inny. Dziwne jest to, że podejrzana uparcie twierdzi, iż działała w pojedynkę. |                              |                                                   |                     |                                      |                      |                  |
| 5 (122) | Battle Scars                 | Wojenne blizny                                    | Jeff Thomas         | Bill Haynes                          | 21 października 2009 | 1 kwietnia 2010  |
| Zamordowany zostaje tancerz, a jego dziewczyna ledwo uchodzi z życiem. Na miejscu zbrodni śledczy odnajdują torbę z olbrzymią ilością pieniędzy. |                              |                                                   |                     |                                      |                      |                  |
| 6 (123) | It Happened To Me            | Przeszedłem przez to samo                         | Alex Zakrzewski     | Wendy Battles, Pam Veasey            | 4 listopada 2009     | 8 kwietnia 2010  |
| Hawkes, pracując jako wolontariusz w Central Parku, odmawia pomocy lekko rannemu mężczyźnie. Następnego dnia okazuje się, że poszkodowany zmarł. Hawkesa dopadają wyrzuty sumienia. |                              |                                                   |                     |                                      |                      |                  |
| 7 (124) | Hammer Down                  | Opuść broń                                        | Scott Lautanen      | Peter M. Lenkov, Pam Veasey          | 11 listopada 2009    | 15 kwietnia 2010 |
| Do Nowego Jorku przylatuje dr Ray Langston. Razem z ekipą CSI NY pracuje przy sprawie handlu ludźmi. Odcinek powiązany jest z CSI Miami i CSI Las Vegas. |                              |                                                   |                     |                                      |                      |                  |
| 8 (125) | Cuckoo’s Nest                | Kukułcze gniazdo                                  | Jeffrey Hunt        | Zachary Reiter, Aaron Rahsaan Thomas | 18 listopada 2009    | 22 kwietnia 2010 |
| Na moście w Nowym Jorku zostaje znalezione ciało, a obok niego busola. Śledczy podejrzewają, że to kolejna ofiara Kompasowego Zabójcy. |                              |                                                   |                     |                                      |                      |                  |
| 9 (126) | Manhattanhenge               | Manhattanhenge                                    | Matt Earl Beesley   | Trey Callaway                        | 25 listopada 2009    | 29 kwietnia 2010 |
| Manhattanenge, czyli przesilenie manhattańskie, ma miejsce dwa razy do roku. Zachodzące słońce znajduje się wtedy dokładnie na linii wschodnio-zachodnich arterii miasta. Ten fenomen odgrywa ważną rolę w sprawie, której podejmują się bohaterowie. Danny i Flack pracują razem po raz pierwszy od strzelaniny. Życie właściciela sklepu jest zagrożone. Mac odnajduje kluczowy dowód, który pomoże mu namierzyć seryjnego mordercę. |                              |                                                   |                     |                                      |                      |                  |
| 10 (127) | Death House                  | Dom śmierci                                       | Norberto Barba      | JP Donahue, Kevin Polay              | 9 grudnia 2009       | 6 maja 2010      |
| W opuszczonym przed 90 laty apartamencie na Manhattanie ekipa śledcza odkrywa zmumifikowane zwłoki. Policję wezwał mężczyzna, utrzymujący, że jest na miejscu i ktoś próbuje go zabić, lecz po dzwoniącym nie ma śladu. |                              |                                                   |                     |                                      |                      |                  |
| 11 (128) | Second Chances               | Drugie Szanse                                     | Eric Laneuville     | John Dove                            | 16 grudnia 2009      | 13 maja 2010     |
| CSI odkrywa intrygę ubezpieczeniową, gdy bezdomny, któremu udało się odmienić los zostaje znaleziony martwy. Wkrótce okazuje się, że wystawiono na jego nazwisko polisę na życie wartą dwa miliony dolarów. Jeszcze trudniejsza okazuje się zagadka śmierci drugiej osoby, która padła ofiarą kradzieży tożsamości. |                              |                                                   |                     |                                      |                      |                  |
| 12 (129) | Criminal Justice             | Wymiar niesprawiedliwości                         | Christine Moore     | Bill Haynes                          | 13 stycznia 2010     | 20 maja 2010     |
| Mężczyzna oskarżony o morderstwo nastolatki zostaje zwolniony za kaucją, gdy Stella odkrywa nowe dowody w sprawie. Mac zostaje wplątany w życie prywatne przyjaciela. |                              |                                                   |                     |                                      |                      |                  |
| 13 (130) | Flag on the Play             | Niebrzydki faul                                   | Jeffrey Hunt        | Wendy Battles                        | 20 stycznia 2010     | 27 maja 2010     |
| CSI bada okoliczności śmierci gwiazdy drużyny futbolu amerykańskiego, w której krwi odkryto śladową obecność lidokainy. Jej trener był w przeszłości zamieszany w doping, w drużynie panowała ostra konkurencja. W sprawie pojawiają się wątki chirurgii plastycznej. Ekipa śledcza musi rozwikłać skomplikowaną sieć powiązań i sprzecznych interesów. |                              |                                                   |                     |                                      |                      |                  |
| 14 (131) | Sanguine Love                | Karminowa miłość                                  | Norberto Barba      | Carmine Giovinazzo                   | 3 lutego 2010        | 3 czerwca 2010   |
| W parku zostaje odnalezione ciało młodej kobiety z odgryzionym uchem. Śledztwo naprowadza zespół na trop kultu wampirów, do którego należała ofiara. W trakcie dochodzenia głównym podejrzanym staje się przywódca sekty, w którego mieszkaniu detektywi odnajdują narzędzie zbrodni. Jednak zdjęcia wykonane przez ofiarę zmuszają zespół do dalszych poszukiwań. |                              |                                                   |                     |                                      |                      |                  |
| 15 (132) | The Formula                  | Formuła                                           | Matt Earl Beesley   | Aaron Rahsaan Thomas                 | 10 lutego 2010       | 10 czerwca 2010  |
| W trakcie rajdu pokazowego na ulicach Manhattanu umiera legenda wyścigów samochodowych, a wszystkie poszlaki skłaniają śledczych ku przeświadczeniu, że mordercy należy szukać w otoczeniu pasjonatów Formuły 1. Przełomem w śledztwie okazuje się zapis z kamery przemysłowej, który naprowadza detektywów na trop sprawców wypadku. Kolejne poszlaki zmuszają jednak detektywów do zmiany zdania i kierują ich uwagę na kogoś innego. |                              |                                                   |                     |                                      |                      |                  |
| 16 (133) | Uncertainty Rules            | Zasady nieoznaczoności                            | Jeff Thomas         | Zachary Reiter                       | 3 marca 2010         | 17 czerwca 2010  |
| Podczas 21. urodzin Jamesa dochodzi do brutalnego morderstwa jego najlepszych przyjaciół, on sam z powodu narkotyków nic nie pamięta. Złapany podczas bieganie z zakrwawioną siekierą po ulicy zostaje posądzony o zabójstwo. W mieszkaniu ekipa znajduje cztery ciała – dwóch przyjaciół Jamesa – Marka Turnera i Daniela Vaughna, ale także dwóch dziewczyn – Jackie i Lacey. Po rozmowie z Sarą – dziewczyną Jamesa – okazuje się, że obie dziewczyny nie pasują do całej sytuacji. Okazuje się, że w całą sprawę zamieszany jest Rufus Knox – dla którego dziewczyny sprzedawały prochy w nocnym klubie. |                              |                                                   |                     |                                      |                      |                  |
| 17 (134) | Pot of Gold                  | Żyła złota                                        | Eriq La Salle       | Trey Callaway                        | 10 marca 2010        | 24 czerwca 2010  |
| W przeddzień obchodów uroczystości z okazji Dnia Świętego Patryka dochodzi do dwóch morderstw. Jedną z ofiar jest dziennikarz śledczy Michael Paley, który pisze o lokalnym światku przestępczym, po przeniknięciu do wnętrza kryminalnych organizacji. Po dopasowaniu kolejnych elementów układanki zespół wpada na trop firmy, która zajmuje się produkcją sztabek złota dla Departamentu Skarbu Stanów Zjednoczonych. Mac zawiera znajomość z kobietą, z którą prowadził niecodzienną korespondencję. |                              |                                                   |                     |                                      |                      |                  |
| 18 (135) | Rest In Peace, Marina Garito | Spoczywaj w pokoju Marina Garito                  | Allison Liddi-Brown | Pam Veasey                           | 7 kwietnia 2010      | 1 lipca 2010     |
| Sid nie ma wątpliwości, że śmierć kobiety, której brat bliźniak zaginął 15 lat temu, to samobójstwo, lecz Stella za wszelką cenę chce mu udowodnić, że jest w błędzie. |                              |                                                   |                     |                                      |                      |                  |
| 19 (136) | Redemption                   | Odkupienie                                        | Steven DePaul       | Peter M. Lenkov, Bill Haynes         | 14 kwietnia 2010     | 8 lipca 2010     |
| Hawkes zostaje zamknięty w więziennej celi w wyniku działań znajomego ekipy detektywów. Jedyną osobą, która może mu pomóc, jest więzień czekający na wyrok śmierci za morderstwo na jego siostrze. |                              |                                                   |                     |                                      |                      |                  |
| 20 (137) | Tales from the Undercard     | Historie z małego ekranu                          | Skipp Sudduth       | Aaron Rahsaan Thomas, Steven Fidler  | 5 maja 2010          | 15 lipca 2010    |
| Gdy na terenie budowy zostaje odnalezione ciało boksera, zespół śledczych wpada na trop ukrywającej się ligi, która organizuje nielegalne walki. |                              |                                                   |                     |                                      |                      |                  |
| 21 (138) | Unusual Suspects             | Oryginalni podejrzani                             | Marshall Adams      | John Dove, Wendy Battles             | 12 maja 2010         | 22 lipca 2010    |
| W strzelaninie na ulicy ranny zostaje nastolatek. Młodszy brat ofiary był świadkiem przestępstwa, ale nie jest w stanie dostarczyć policji precyzyjnego opisu całego zajścia. Wkrótce sprawy przybierają nieoczekiwany obrót. |                              |                                                   |                     |                                      |                      |                  |
| 22 (139) | Point of View                | Punkt widzenia                                    | Alex Zakrzewski     | Pam Veasey                           | 19 maja 2010         | 29 lipca 2010    |
| Gdy Mac odzyskuje siły po doznanym urazie, staje się świadkiem tajemniczej wymiany teczek, która prowadzi do morderstwa. Nieoczekiwanie to zdarzenie doprowadza do kontaktu z byłą dziewczyną, Peyton Driscoll. |                              |                                                   |                     |                                      |                      |                  |
| 23 (140) | Vacation getaway             | Wakacyjna ucieczka                                | Duane Clark         | Trey Callaway, Zachary Reiter        | 26 maja 2010         | 5 sierpnia 2010  |
| Shane Casey zostaje pojmany przez funkcjonariuszy policji, lecz wkrótce udaje mu się odzyskać wolność. Uciekinier pozostawia za sobą poszlaki dla pracowników laboratorium kryminalistycznego, zaszyfrowane w banknocie. Wszystko wskazuje na to, że kolejnym jego celem może być Danny i jego rodzina którzy nie wiadomo gdzie przebywają na wakacjach. Rozpoczyna się walka z czasem. |                              |                                                   |                     |                                      |                      |                  |

## Sezon 7 (2010–2011)
Sezon 7 rozpoczął się na antenie CBS 24 września 2010 roku. Najnowszy sezon składa się z 22 odcinków. W serii 7 pojawia się nowa stała postać – Jo Danville (w tej roli wystąpi Sela Ward), która jest śledczym w zespole Maca Taylora, na miejsce Stelli Bonasery.
| 1 (141) | The 34th Floor        | 34. piętro               | Duane Clark         | John Dove, Pam Veasey           | 24 września 2010     | 3 marca 2011     |
| Lindsay w – obronie swojej rodziny – wymierza śmiertelny strzał w Shane’a Caseya. Następnie akcja przenosi się o 5 miesięcy do przodu. Lindsay zostaje odznacza Krzyżem Pola Walki; zmaga się jednak z traumatycznymi przeżyciami z przeszłości. Do Nowego Jorku przylatuje Jo Danville z Virginii; ma zastąpić Stellę. W budynku, w którym mieści się laboratorium kryminalistyczne, zostaje zamordowana młoda dziewczyna. Jo stara się zaimponować zespołowi swoją wiedzą i umiejętnościami.                                                                                            |                       |                          |                     |                                 |                      |                  |
| 2 (142) | Unfriendly Chat       | Nieprzyjazna pogawędka   | Eric Laneuville     | Trey Callaway                   | 1 października 2010  | 10 marca 2011    |
| Adam surfując po portalu lookinatyou.com jest świadkiem morderstwa dziewczyny. Śledczy znajdują ofiarę w Nowym Jorku i szukają sprawcy. Jednak nie wiedzą jednak, że Adam, który wszystko widział, jest w niebezpieczeństwie. |                       |                          |                     |                                 |                      |                  |
| 3 (143) | Damned If You Do      | Cokolwiek zrobisz...     | Christine Moore     | Zachary Reiter                  | 8 października 2010  | 17 marca 2011    |
| Po telefonie na numer ratunkowym w mieszkaniu policjanci znajdują dwójkę ludzi brutalnie pobitych. Mężczyzna jest martwy, natomiast kobieta nie. Mac próbując dowiedzieć się, co zaszło dochodzi do wniosku, że syn pary dokonał tej próby morderstwa rodziców, jednak chłopak nie przyznaje się do winy, sprawa komplikuje się znacznie bardziej, gdy kobieta po przebudzeniu, kategorycznie przeczy iż jej syn był sprawcą, mimo że to ona właśnie wcześniej go wskazała. (tytuł odcinka zaczerpnięto ze znanego angielskiego frazeologizmu – „niech cię szlag, cokolwiek byś zrobił”.) |                       |                          |                     |                                 |                      |                  |
| 4 (144) | Sangre Por Sangre     | Krew za krew             | Eric Laneuville     | Aaron Rahsaan Thomas            | 15 października 2010 | 24 marca 2011    |
| Zostaje zamordowany jeden z szefów portorykańskiego gangu. Po krótkim czasie ginie kolejny szef gangu. Aby zapobiec wojnie gangów, Mac i jego zespół muszą odnaleźć sprawcę. |                       |                          |                     |                                 |                      |                  |
| 5 (145) | Out of the Sky        | Prosto z nieba           | Nathan Hope         | Christopher Silber              | 22 października 2010 | 31 marca 2011    |
| Z domu znanego adwokata ginie cenna biżuteria. Agenci starają się ustalić kto jest odpowiedzialny za kradzież. Niebawem sprawa przyjmuje tragiczny obrót. Wszyscy którzy mieli kontakt ze skradzioną biżuterią, umierają w tajemniczych okolicznościach. |                       |                          |                     |                                 |                      |                  |
| 6 (146) | Do Not Pass Go        | Utrata kolejki           | David Jackson       | Adam Targum                     | 29 października 2010 | 7 kwietnia 2011  |
| W samochodzie na dachu budynku znaleziono zwłoki. Mac z zespołem muszą znaleźć zabójcę który manipuluje rodzicami ofiary. |                       |                          |                     |                                 |                      |                  |
| 7 (147) | Hide Sight            | Kryjówka                 | Alex Zakrzewski     | Bill Haynes                     | 5 listopada 2010     | 14 kwietnia 2011 |
| Snajper strzela z dachu z użyciem eksplodujących pocisków. Dochodzenie prowadzi do chłopca, z którym Taylor zetknął się w jednym z dawnych śledztw. Mac musi dokonać wyboru, czy wiadomość o snajperze podać do wiadomości, czy zgodnie z sugestiami przełożonych zataić tę informację przed opinią publiczną. |                       |                          |                     |                                 |                      |                  |
| 8 (148) | Scared Stiff          | Sparaliżowany ze strachu | Marshall Adams      | Kim Clements                    | 12 listopada 2010    | 21 kwietnia 2011 |
| Taylor wraz ze swoim zespołem prowadzi sprawę śmierci młodej kobiety. Została ona napadnięta podczas biegania w Center Parku. Po sekcji zwłok okazuje się, że przyczyną śmierci był stres spowodowany skrajnym przerażeniem. Na ciele kobiety nie znaleziono żadnych śladów. Po pewnym czasie zostaje znalezione kolejne ciało, które jest powiązane ze sprawą zamordowanej biegaczki. |                       |                          |                     |                                 |                      |                  |
| 9 (149) | Justified             | Usprawiedliwiony         | Jeff Thomas         | John Dove                       | 19 listopada 2010    | 28 kwietnia 2011 |
| Mac prowadzi dochodzenie w sprawie śmierci siostry swojego przełożonego, Teda Carvera. Zginęła ona od rany postrzałowej. Agenci ustalają, że kula znaleziona w ciele ofiary została wystrzelona z pistoletu zarejestrowanego na Carvera. Mac domyśla się, że jego szef miał coś wspólnego z zabójstwem swojej siostry. Carver twierdzi, że w przeszłości zgubił tę broń. Mimo to nieufność Taylora budzi fakt, że przełożony nigdy nie zgłosił kradzieży lub zaginięcia pistoletu. Mac jest przekonany, że Carver coś ukrywa.                                                             |                       |                          |                     |                                 |                      |                  |
| 10 (150) | Shop Till You Drop    | Zakupy na zabój          | Skipp Sudduth       | Aaron Rahsaan Thomas            | 3 grudnia 2010       | 5 maja 2011      |
| Mac i Jo wybierają się na otwarcie świątecznej wystawy jednego z najbardziej prestiżowych domów towarowych w Nowym Jorku. W tłumie osób, które obserwują wydarzenie Taylor zauważa kieszonkowca. Razem z Danville zatrzymują go, ale on zdążył ukryć łup. Po chwili odsłonięta zostaje wystawa. Za nią znajduje się coś czego nikt się nie spodziewał – martwy człowiek. |                       |                          |                     |                                 |                      |                  |
| 11 (151) | To What End?          | Dlaczego to robimy?      | Eric Laneuville     | Pam Veasey, Zachary Reiter      | 7 stycznia 2011      | 12 maja 2011     |
| Mężczyzna przebrany za klauna zabija właściciela piekarni. Pojawia się były mąż Jo. |                       |                          |                     |                                 |                      |                  |
| 12 (152) | Holding Cell          | Areszt tymczasowy        | Scott White         | Bill Haynes                     | 14 stycznia 2011     | 19 maja 2011     |
| Ekipa bada okoliczności śmierci Miguela Martineza, menedżera popularnego nocnego klubu. Zwłoki zostały znalezione w jego mieszkaniu. Rodzina zmarłego chce przewieźć jego ciało do Barcelony. Dochodzenie komplikuje stała obecność śledczego z Barcelony. |                       |                          |                     |                                 |                      |                  |
| 13 (153) | Party Down            | Po imprezie              | Skip Sudduth        | Adam Targum                     | 4 lutego 2011        | 26 maja 2011     |
| Podczas imprezy dla amatorów motoryzacji dochodzi do śmiertelnego wypadku. Jedna z przyczep wpada do rzeki Hudson. Detektywi próbują ustalić czy śmierć ofiary nie była przypadkiem. Zajmują się również morderstwem córki pewnego gangstera. |                       |                          |                     |                                 |                      |                  |
| 14 (154) | Smooth Criminal       | Delikatny kryminalista   | Scott White         | Aaron Rahsaan Thomas            | 11 lutego 2011       | 3 czerwca 2011   |
| W jednym z barów pewien gość flirtuje z kobietą. W pewnym momencie wyciąga broń i zabija trzech mężczyzn, w tym jednego barmana. Po wszystkim mężczyzna ucieka z miejsca przestępstwa, porywając kobietę. Detektywi podczas dochodzenia odkrywają, że obaj zastrzeleni mężczyźni śmiertelnie chorzy na skutek napromieniowania uranem. Ekipa Taylora niebawem trafiają na trop poważnej afery medycznej. |                       |                          |                     |                                 |                      |                  |
| 15 (155) | Vigilante             | Samozwańczy stróż prawa  | Frederick E.O. Toye | Christopher Silber              | 18 lutego 2011       | 10 czerwca 2011  |
| Detektywi zajmują się sprawą mężczyzny, który był seryjnym gwałcicielem tym razem sam pada ofiarą zbrodni. Jego ciało zostaje znalezione w opuszczonej hali. Agenci zastanawiają się czy czasem jedna z ofiar gwałciciela jest sprawcą zbrodni. |                       |                          |                     |                                 |                      |                  |
| 16 (156) | The Untouchable       | Nietykalny               | Vikki Williams      | Kim Clements                    | 25 lutego 2011       | 17 czerwca 2011  |
| Do detektywa Taylora zgłasza się kobieta, która ma informacje o pewnej zbrodni. Po jakimś czasie zostaje znaleziona martwa. Detektywi próbuje rozwiązać obie sprawy. |                       |                          |                     |                                 |                      |                  |
| 17 (157) | Do or Die             | Zrób to albo giń         | Matt Earl Beesley   | Matthew Levine                  | 11 marca 2011        | 23 czerwca 2011  |
| Zostaje zamordowana dziewczyna, która uczęszczała do elitarnej szkoły na Manhattanie. Podczas dochodzenia okazuje się, że dziewczyna wiedziała o pewnych tajemniczych nagraniach. |                       |                          |                     |                                 |                      |                  |
| 18 (158) | Identity Crisis       | Kryzys osobowości        | Mike Vejar          | Jr. Pam Veasey                  | 1 kwietnia 2011      | 30 czerwca 2011  |
| Elle, adoptowana córka detektyw Jo Danville, jest świadkiem napaści w metrze. Podczas zajścia dochodzi do morderstwa. Zeznania dziewczyny okazują się kluczowe dla dochodzenia w tej sprawie. Niebawem Elle poznaje prawdę o swojej biologicznej matce. |                       |                          |                     |                                 |                      |                  |
| 19 (159) | Food for Thought      | Coś do myślenia          | Oz Scott            | Trey Callaway                   | 8 kwietnia 2011      | 7 lipca 2011     |
| Dochodzi do wybuchu ciężarówki-baru, wskutek którego ginie młody kucharz. Jednymi ze świadków są Sheldon Hawkes i jego dziewczyna. Detektywi ustalają, że przyczyną eksplozji była bomba domowej roboty. Odkrywają też, że bar poza działalnością legalną czerpał niemałe zyski z sutenerstwa. |                       |                          |                     |                                 |                      |                  |
| 20 (160) | Nothing For Something | Nic za coś               | Eric Laneuville     | John Dove                       | 29 kwietnia 2011     | 14 lipca 2011    |
| Detektywi bada sprawy trzech kobiet. Dwie z nich zostały zamordowane, natomiast trzecia zaginęła. Śledczy próbują ustalić, czy mają do czynienia z seryjnym mordercą. Tymczasem Mac zaczyna być prześladowany przez byłego policjanta, którego przed kilku laty aresztował wraz z ówczesnym partnerem zawodowym, Williamem Huntem (Peter Fonda). Obecnie Mac prosi Hunta o pomoc w schwytaniu prześladowcy. |                       |                          |                     |                                 |                      |                  |
| 21 (161) | Life Sentence         | Wyrok dożywocia          | Jeffrey Hunt        | Christopher Silber, Adam Targum | 6 maja 2011          | 21 lipca 2011    |
| Taylor musi ponownie stawić czoła Raymondowi Harrisowi, którego aresztował przed siedemnastu laty. Zostaje zaatakowane laboratorium kryminalistyczne, w którym przebywają Mac i jego były współpracownik Hunt. Prowadząc śledztwo, Mac odkrywa ważne informacje na temat motywów przestępstw Harrisa w które może być zamieszany także Hunt. |                       |                          |                     |                                 |                      |                  |
| 22 (162) | Exit Strategy         | Strategia wyjściowa      | Allison Liddi-Brown | Zachary Reiter, Bill Haynes     | 13 maja 2011         | 28 lipca 2011    |
| Mac zastanawia się nad zakończeniem kariery w policji. Postanawia wznowić dochodzenie w zagadkowej sprawie sprzed lat, której nie udało mu się dotychczas rozwiązać. Wraz z ekipą ponownie rozpoczyna poszukiwania dziewczynki, która zniknęła bez śladu w 2002 roku. Jej zniknięcie jest powiązane z włamaniem do sklepu spożywczego, do którego doszło w noc zaginięcia dziecka, a podczas którego napastnicy dopuścili się morderstwa. Hawkes ponownie bada dowody w tej sprawie. Wychodzi na jaw, że dziewczynka była świadkiem włamania do sklepu, a następnie została porwana.      |                       |                          |                     |                                 |                      |                  |

## Sezon 8 (2011–2012)
Premiera 8 sezonu serialu w Polsce miała miejsce w dniu 8 marca 2012 roku na kanale AXN.
| 1 (163) | Indelible           | Niezmazany             | Frederick E.O. Toye | Zachary Reiter, John Dove          | 23 września 2011     | 8 marca 2012     |
| Mac przez cały odcinek przeżywa retrospekcje – z 11 września 2001 roku. Dnia w którym, w wyniku zamachu na wieże WTC zginęła jego żona. Dodatkowo ekipa CSI rozwiązuje zagadkę zabójstwa w klubie. Grupie dowodzi Jo, ponieważ Taylor opuścił ją na rzecz pracy w laboratorium prowadzącym badania nad identyfikacją nie rozpoznanych ofiar 9/11. Odcinek kończy się oficjalną ceremonią oddania hołdu ofiarom, podczas której detektyw wygłasza przemówienie. |                     |                        |                     |                                    |                      |                  |
| 2 (164) | Keep It Real        | Bądź sobą              | Alex Zakrzewski     | Bill Haynes                        | 30 września 2011     | 15 marca 2012    |
| Śledczy badają okoliczności śmierci studenta zastrzelonego w swoim mieszkaniu. Przesłuchują jego współlokatora i przyjaciół. Okazuje się, że był zamieszany w proceder fałszowania pieniędzy. |                     |                        |                     |                                    |                      |                  |
| 3 (165) | Cavallino Rampante  | Rozbrykany ogier       | Nathan Hope         | Adam Targum                        | 7 października 2011  | 22 marca 2012    |
| Detektywi poszukują zabójcy młodej kobiety, którą znaleziono w skradzionym ferrari. Podejrzanymi są członkowie jej rodziny, zajmującej się kradzieżami samochodów. Ale ich życie jest też zagrożone. |                     |                        |                     |                                    |                      |                  |
| 4 (166) | Officer Involved    | Oficer był zamieszany  | Skipp Sudduth       | Christopher Silber                 | 14 października 2011 | 29 marca 2012    |
| Danny wraz z grupką znajomych idzie do baru. Przed którym dochodzi do szarpaniny. Danny traci przytomność. Kiedy już ją odzyskuje, widzi martwego napastnika. |                     |                        |                     |                                    |                      |                  |
| 5 (167) | Air Apparent        | Sukcesor               | Anthony Hemingway   | Aaron Rahsaan Thomas               | 21 października 2011 | 5 kwietnia 2012  |
| Zespół Taylora bada sprawę tragicznego żartu członków bractwa studenckiego. W efekcie głupiego pomysłu ich szef umiera, pozostawiony sam w ziemnym grobie. |                     |                        |                     |                                    |                      |                  |
| 6 (168) | Get Me Out of Here! | Zabierz mnie stąd!     | Scott White         | Trey Callaway                      | 4 listopada 2011     | 12 kwietnia 2012 |
| Hank Frazier po wyjściu z więzienia chce poprawić swoje relacje z Rileyem, jego bratem, zdolnym koszykarzem u progu kariery. Kiedy dziewczyna Hanka ginie od ciosów zadanych nożem, on staje się głównym podejrzanym. |                     |                        |                     |                                    |                      |                  |
| 7 (169) | Crushed             | Zmiażdżony             | Duane Clark         | Kim Clements                       | 11 listopada 2011    | 19 kwietnia 2012 |
| Podczas imprezy umiera nastolatka, która dręczyła psychicznie swoich kolegów. Jo postanawia wrócić do dawnej sprawy gwałciciela, Johna Curtisa. |                     |                        |                     |                                    |                      |                  |
| 8 (170) | Crossroads          | Rozdroża               | Jeff Thomas         | John Dove                          | 18 listopada 2011    | 26 kwietnia 2012 |
| Śledczy poszukują zabójcy sędziego. Podczas dochodzenia okazuje się, że w przeszłości ten drugi brał łapówki. Mac i Lindsay kontynuują śledztwo w sprawie seryjnego gwałciciela. |                     |                        |                     |                                    |                      |                  |
| 9 (171) | Means to an End     | Środki do celu         | Marshall Adams      | Zachary Reiter, Christopher Silber | 2 grudnia 2011       | 3 maja 2012      |
| Detektywi badają okoliczności śmierci Ali Rand. W przeszłości złożyła ona fałszywe zeznania w sprawie gwałciciela, Johna Curtisa. Nowe dowody w śledztwie kierują podejrzenia na senatora Matthewsa. |                     |                        |                     |                                    |                      |                  |
| 10 (172) | Clean Sweep         | Szybko i łatwo         | David Von Ancken    | Adam Targum                        | 6 stycznia 2012      | 10 maja 2012     |
| Agenci poszukują zabójcy zawodnika MMA. Głównym podejrzanym jest dawny prześladowca zawodnika. Podczas śledztwa wychodzi na jaw, że zwłoki nie są ciałem sportowca. |                     |                        |                     |                                    |                      |                  |
| 11 (173) | Who’s There?        | Kto tu jest?           | Vikki Williams      | Bill Haynes                        | 13 stycznia 2012     | 17 maja 2012     |
| Ekipa Taylora zostają wezwani do włamania i morderstwa. Ofiarą jest magnat finansowy Ferguson. Jego żona została jedynie ranna. Taylor podejrzewa, że zabójcą mógł być ktoś z najbliższego otoczenia. |                     |                        |                     |                                    |                      |                  |
| 12 (174) | Brooklyn 'Til I Die | Brooklyn aż do śmierci | Eric Laneuville     | Aaron Rahsaan Thomas               | 3 lutego 2012        | 24 maja 2012     |
| Agenci badają sprawę zabójstwa fanki gry RPG. W trakcie śledztwa wychodzi na jaw, że chłopak zamordowanej został porwany dla okupu. Podobnie jak dziewczyna był fanem tej samej gry. |                     |                        |                     |                                    |                      |                  |
| 13 (175) | The Ripple Effect   | Efekt domino           | Oz Scott            | Trey Callaway                      | 10 lutego 2012       | 31 maja 2012     |
| Śledczy badają kulisy dwóch, pozornie niezwiązanych ze sobą zbrodni. W obu miejscach przestępstw znaleziono identyczną gumę do żucia. Nieobecność dr. Hammerbacka niepokoi Taylora i Jo. |                     |                        |                     |                                    |                      |                  |
| 14 (176) | Flash Pop           | Szybki błysk           | Jerry Levine        | Pam Veasey                         | 30 marca 2012        | 7 czerwca 2012   |
| Detektywi badają sprawę zbrodni technika laboratoryjnego. Okoliczności jego śmierci przypominają morderstwo z lat 50., którego sprawcy nie odnaleziono. |                     |                        |                     |                                    |                      |                  |
| 15 (177) | Kill Screen         | Ekran śmierci          | Allison Liddi-Brown | Tim Dragga, Adam Scott Weissman    | 6 kwietnia 2012      | 14 czerwca 2012  |
| Zespół Taylora bada sprawę zabójstwa mężczyzny. Odnosił on sukcesy jako gracz komputerowy i zginął tuż przed mistrzostwami. Detektywi muszą ustalić, czy jego śmierć ma coś wspólnego z turniejem. |                     |                        |                     |                                    |                      |                  |
| 16 (178) | Sláinte             | Twoje zdrowie!         | Christine Moore     | Sarah Byrd                         | 27 kwietnia 2012     | 21 czerwca 2012  |
| Detektywi szukają mordercy sklepikarza irlandzkiego pochodzenia. Jego szczątki zostały odnalezione w kilku miejscach przy jednej z ulic miasta. Podejrzanym jest rosyjski gangster. |                     |                        |                     |                                    |                      |                  |
| 17 (179) | Unwrapped           | Rozpakowany            | Deran Sarafian      | John Dove, Christopher Silber      | 4 maja 2012          | 28 czerwca 2012  |
| Detektywi badają okoliczności śmierci Kelvina Moore, który został zamordowany w domu na Brooklynie podczas przyjęcia swojej szwagierki. Uwagę policjantów zwraca Elaine, żona ofiary. |                     |                        |                     |                                    |                      |                  |
| 18 (180) | Near Death          | U drzwi śmierci        | Alex Zakrzewski     | Zachary Reiter, Pam Veasey         | 11 maja 2012         | 5 czerwca 2012   |
| Mac zajmuje się śledztwo w sprawie serii napadów na banki. Okazuje się, że złodziejską szajkę tworzą starsi mężczyźni, którym emerytura nie wystarcza na podstawowe rzeczy. |                     |                        |                     |                                    |                      |                  |

## Sezon 9 (2012–2013)
Premiera sezon 9 serialu w Polsce miała miejsce w dniu 1 listopada 2012 roku na kanale AXN.
| 1 (181) | Reignited             | Wzniecony                | Jeff Thomas         | Zachary Reiter, John Dove      | 28 września 2012     | 1 listopada 2012  |
| Detektywi prowadzą śledztwo w sprawie pożaru, w którym zginął komendant straży pożarnej. Podejrzanym jest podpalacz na zwolnieniu warunkowym. |                       |                          |                     |                                |                      |                   |
| 2 (182) | Where There’s Smoke.. | Nie ma dymu bez...       | Skipp Sudduth       | Adam Targum, Sarah Byrd        | 5 października 2012  | 8 listopada 2012  |
| Jo i Taylor badają okoliczności śmierci kobiety, której zwęglone zwłoki znaleziono w windzie. W dniu jej śmierci kamery zarejestrowały obecność w budynku odzianego w uniform mechanika podpalacza Brooksa, który staje się głównym podejrzanym. |                       |                          |                     |                                |                      |                   |
| 3 (183) | 2,918 Miles           | 2918 mil                 | Vikki Williams      | Trey Callaway                  | 12 października 2012 | 22 listopada 2012 |
| Na moście w Brooklynie zostają znalezione zwłoki Ethana Grohla. Podczas prowadzenia śledztwa okazuje się, że zamordowany mężczyzna miał zdjęcie poszukiwanej szesnastolatki, Mary. Śledczy próbują ustalić co dzieje się z dziewczyną. W tym celu Mac i Jo jadą do San Francisco. |                       |                          |                     |                                |                      |                   |
| 4 (184) | Unspoken              | Niewypowiedziany         | Duane Clark         | Pam Veasey                     | 19 października 2012 | 29 listopada 2012 |
| Podczas spotkania wyborczego zostaje postrzelony polityk Grant Hamilton. Ranna zostaje też agentka Lindsay Messer. Sprawcą całego zdarzenia jest nauczyciel Evan Westcott, który uciekł z miejsca przestępstwa. Niestety Flackowi nie udaje się go schwytać. Nauczyciel planuje zabić agentkę Messer, która widziała jego twarz. |                       |                          |                     |                                |                      |                   |
| 5 (185) | Misconceptions        | Błędne założenia         | Nathan Hope         | John Dove                      | 26 października 2012 | 6 grudnia 2012    |
| Agenci badają sprawę sprzed dwudziestu lat, która dotyczyła zaginięcia chłopca. Tommy Lewis poszedł na spacer z psem do parku i nigdy już nie widział. W pobliżu był wówczas widziany nastoletni Keith Milner z zakrwawioną kurtką i psem Tommy’ego. Chłopak był głównym podejrzanym o zbrodnię, jednak nie udało się go skazać z powodu braku niepodważalnych dowodów. Obecnie Mac i Lindsay odkrywają, że Keith został zamordowany w tym samym parku. Natrafiają na ślady, które prowadzą do Nathana Lewisa, ojca Tommy’ego.         |                       |                          |                     |                                |                      |                   |
| 6 (186) | The Lady in the Lake  | Dama w jeziorze          | Scott White         | David Hoselton                 | 2 listopada 2012     | 13 grudnia 2012   |
| Detektywi badają sprawę zabójstwa kobiety. Zwłoki ofiary, ubranej w suknię balową, znaleziono w stawie położonym na tyłach pewnego budynku w Central Parku. Dzięki badaniu odcisków palców Sid ustala, że zamordowana to Ashley Branden, studentka koledżu. Ślad krwi na jej sukni prowadzi do Josepha Skivera. Ten potwierdza, że jakiś czas temu spotykali się z ofiarą, jednak dziewczyna porzuciła go dla kogo innego – milionera Matthew DiBella.                                                                                 |                       |                          |                     |                                |                      |                   |
| 7 (187) | Clue: SI              | Kryminalne Biuro ŚLADcze | Oz Scott            | Steven Lilien, Bryan Wynbrandt | 9 listopada 2012     | 20 grudnia 2012   |
| Detektyw poszukuje zabójcy baletnicy Ellen White. Badając miejsce zbrodni, Danny odkrywa proch strzelniczy z zabytkowej broni. Okazuje się, że zastrzelono z niej inną kobietę, której tożsamość wciąż jest nieznana. W ciele drugiej z zabitych agenci odkrywają substancje psychoaktywne. Okazuje się, że obie kobiety były pacjentkami psychiatry, doktor Carly Emerson. Zdaniem agentów sprawcą zbrodni jest seryjny morderca, działający według reguł pewnej gry. Niebawem ginie kolejna osoba, która leczyła się u doktor Carly. |                       |                          |                     |                                |                      |                   |
| 8 (188) | Late Admissions       | Spóźnione wyznania       | Rob Bailey          | Zachary Reiter                 | 16 listopada 2012    | 21 lutego 2013    |
| Ekipa CSI prowadzi dochodzenie w sprawie śmierci ucznia szkoły średniej zamieszanego w handel narkotykami. Jego zwłoki znaleziono w szkolnej bibliotece. Stosunkowo niedługo przed tą śmiercią inny uczeń tej samej szkoły zmarł z przedawkowania narkotyków. Tymczasem Lindsay wyjechała, żeby uczestniczyć w egzekucji mordercy jej kilku koleżanek sprzed kilkunastu lat; mordercy, na którego procesie zeznawała jako jedyny ocalały świadek.                                                                                      |                       |                          |                     |                                |                      |                   |
| 9 (189) | Blood Out             | Wykrwawianie             | Sam Hill            | Adam Targum                    | 30 listopada 2012    | 28 lutego 2013    |
| Śledczy odkrywają, że członka latynoskiego gangu, którego ciało przecięto na pół piłą łańcuchową, łączyło coś z obecną policyjną partnerką Flacka, która do niedawna pracowała „pod przykrywką” na ulicy jako policyjny wywiadowca. |                       |                          |                     |                                |                      |                   |
| 10 (190) | The Real McCoy        | Prawdziwy McCoy          | Matt Earl Beesley   | Sarah Byrd                     | 7 grudnia 2012       | 7 marca 2013      |
| Znaleziono ciało jednego z właścicieli nielegalnego baru. Śledczy starają się ustalić komu zależało na jego śmierci. Mac, za radą Christine, zapomina o obowiązkach podczas dnia wolnego. W trakcie lunchu zaczyna dzielić się wspomnieniami z pewnym nieznajomym. Tymczasem Adam zajmuje się chorym ojcem. |                       |                          |                     |                                |                      |                   |
| 11 (191) | Command+P             | ?P                       | Howard Deutch       | Trey Callaway                  | 4 stycznia 2013      | 14 marca 2013     |
| Ekipa szuka człowieka, który zabił dwie osoby za pomocą pistoletu, będącego wydrukiem z komputera. Jo stara się ustalić tożsamość człowieka rozdającego pieniądze mieszkańcom NY. |                       |                          |                     |                                |                      |                   |
| 12 (192) | Civilized Lies        | Cywilizowane kłamstwa    | Jerry Levine        | John Dove                      | 11 stycznia 2013     | 21 marca 2013     |
| Napadnięty zostaje i postrzelony oficer policji w cywilu, kiedy w nocy wykonuje swoją dodatkową pracę konwojowania gotówki. W następstwie postrzału po jakimś czasie umiera w szpitalu; detektywi badają okoliczności jego śmierci. Okazuje się, że jedyny naoczny świadek napadu jest w istocie jednym z napastników. |                       |                          |                     |                                |                      |                   |
| 13 (193) | Nine Thirteen         | Trzynasty września       | Pam Veasey          | David Fallon, Pam Veasey       | 18 stycznia 2013     | 28 marca 2013     |
| Detektywi badają sprawę mężczyzny, którego zwłoki znaleziono przed jednym z wieżowców. Tymczasem Jo, która ma wolny dzień, stwierdza, że śledzi ją jakiś mężczyzna. Okazuje się, że nie ma on złych zamiarów; przekazuje Jo pewną informację związaną z jej zmarłą wskutek wypadku siostrą. |                       |                          |                     |                                |                      |                   |
| 14 (194) | White Gold            | Białe złoto              | Alex Zakrzewski     | David Hoselton                 | 1 lutego 2013        | 4 kwietnia 2013   |
| Para graficiarzy-obrońców praw zwierząt jest świadkiem wypadku samochodowego dwóch aut. Padają też strzały, po czym oba samochody znikają, a na ziemi w miejscu stłuczki zostają zwłoki zastrzelonego mężczyzny. Początkowo detektywi uważają, że chodziło o kradzież droższego z samochodów. |                       |                          |                     |                                |                      |                   |
| 15 (195) | Seth and Apep         | Set i Apophis            | Eric Laneuville     | Steven Lilien, Bryan Wynbrandt | 8 lutego 2013        | 11 kwietnia 2013  |
| Kontynuacja historii z epizodu 13 sezonu 13 serialu CSI: Kryminalne zagadki Las Vegas. Mac z pomocą Russela z CSI Las Vegas ustala, kto stoi za porwaniem Christine. Musi zapanować nad swoimi emocjami, gdyż jego decyzje utrudniają pracę całemu zespołowi. |                       |                          |                     |                                |                      |                   |
| 16 (196) | Blood Actually        | To właśnie krew          | Christine Moore     | Adam Targum                    | 15 lutego 2013       | 18 kwietnia 2013  |
| Ekipa bada trzy oddzielne morderstwa, które zostały popełnione w walentynki. Okazuje się, że wszystkie w jakiś sposób były związane z miłością. |                       |                          |                     |                                |                      |                   |
| 17 (197) | Today is Life         | Dziś zaczyna się życie   | Allison Liddi-Brown | Zachary Reiter, John Dove      | 22 lutego 2013       | 25 kwietnia 2013  |
| Demonstranci wdzierają się do siedziby nowojorskiej policji, bo jednego z policjantów oskarżono o zabicie nieuzbrojonego człowieka. Mac i Flack muszą szybko wszcząć śledztwo w tej sprawie. |                       |                          |                     |                                |                      |                   |